# Glossaire du cinéma
Glossaire de termes relatifs au cinéma et plus largement à l'audiovisuel.

## Formats des films de cinéma (ordre alphabétique)
- Haut – A
- B
- C
- D
- E
- F
- G
- H
- I
- J
- K
- L
- M
- N
- O
- P
- Q
- R
- S
- T
- U
- V
- W
- X
- Y
- Z

35 mm
standard de pellicule du cinéma d'une largeur de 35 millimètres. Il reste relativement inchangé depuis sa création en 1892 par Thomas Edison et Laurie Dickson. Créé à l'origine pour le cinéma, il a été introduit par la suite en photographie argentique sous le code 135. Le défilement standard pour le cinéma se fait sur quatre perforations par photogramme, et environ 53 photogrammes par mètre.
28 mm
format concurrent du 35 mm, lancé en 1912 par Charles Pathé, abandonné presque aussitôt. Cette pellicule était en diacétate de cellulose, donc ininflammable, mais instable et se décomposant vite (« vinaigre »), contrairement au celluloïd du 35 mm, très inflammable, qui adopte sur le plan international une autre matière, l'acétate de cellulose, en 1938 à Berlin : le film de sûreté (safety film).
9,5 mm
Format d'une largeur de 9,5 mm, lancé par Pathé en 1922. La particularité de ce film réside dans ses perforations d'entraînement centrales, entre chaque image, permettant d'utiliser toute la largeur du film, mais en exposant le centre de l'image à toutes les avanies provenant des griffes ou des débiteurs. Ce format rencontre encore aujourd'hui la faveur de quelques collectionneurs.
16 mm
Format lancé par Kodak en 1923 (brevet de Julien Tessier), créé d'abord pour le cinéma amateur, mais aussi pour les prises de vues de reportages et de documentaires.
Super 16 mm
Une variante à l'image plus allongée, le Super 16, est encore en vogue, y compris pour le tournage de fictions destinées à la télévision ou au cinéma, mieux adapté au format 16/9, mais très fortement concurrencée par les prises de vues sur mémoire numérique.
17,5 mm
Format de film cinématographique d'une largeur de 17,5 mm (moitié du 35 mm standard) lancé par Pathé en 1927 sous le nom de Pathé Rural. Ce système est abandonné en 1942.
8 mm
Format de cinéma amateur, lancé en 1932 par Kodak, décliné en Simple 8 et en Super 8, différents dans leurs perforations et la surface respective de leurs images. Comme le 9,5 mm, ces formats ont encore la faveur d'amateurs passionnés.
70 mm
Le format 70 mm utilise le 65 mm en prise de vues et le 70 mm de largeur en projection, pour laisser place aux pistes six pistes magnétiques latérales trois de chaque côté de l'image. Après quelques essais sans suite dans les années 1930 il est popularisé au cinéma à partir des années 1950.
70 mm IMAX
Le format 15⁄70 mm IMAX existe depuis 1970. La pellicule négative de prises de vues et les copies de projection sont de même format, d'une largeur de 70 mm. Les dimensions de l'image, qui défile horizontalement, sont de 48,5 mm en hauteur et de 70 mm en largeur. La pellicule est transportée par deux rangées de perforations, à raison de quinze perforations par photogramme, sur chaque bord, d'où l'appellation IMAX de 15⁄70 mm.
16/9
désigne les proportions de l'image et des écrans de télévision au « format large ». Il s'agit d'un format adopté sur le plan mondial. Il remplace le format historique de la télévision 4:3 (4/3 ou quatre tiers) adopté depuis les années 1950.

### A
- Haut – A
- B
- C
- D
- E
- F
- G
- H
- I
- J
- K
- L
- M
- N
- O
- P
- Q
- R
- S
- T
- U
- V
- W
- X
- Y
- Z

AC3
audio, algorithme de compression de données ou de débit (avec pertes).
Accéléré
effet donnant à voir une action en un temps plus court que sa durée réelle. Peut être réalisé à la prise de vues ou en postproduction.
Accessoiriste
technicien d'un tournage de film ou téléfilm ou dans une pièce de théâtre. Membre de l'équipe décoration, il gère les petits éléments de décor lors du tournage et les objets suggérés par le scénario. Il assure aussi les raccords de continuité des accessoires en collaboration avec la scripte. Voir aussi métiers du cinéma.
Achromatique, Apochromatiqueun objectif achromatique est un objectif qui a subi une modification afin de corriger l'aberration chromatique sur deux longueurs d'onde, l'aberration de sphéricité, et la coma Apochromatique. Un objectif apochromatique est corrigé pour trois longueurs d'onde.
Actinisme
propriété d’une radiation électromagnétique à provoquer un effet chimique. Ce terme est surtout utilisé pour désigner la propension des différentes longueurs d'onde de la lumière à impressionner une pellicule photographique.
« Action ! »
après : « silence! », demandé par le premier assistant-réalisateur (ou le chef de plateau), le réalisateur (ou l'assistant) commande : « moteur! », auquel répond le preneur de son : « ça tourne », suivi par le cadreur (caméraman) : « annonce! », qui demande la présentation du clap et son annonce sonore par un assistant ou un machiniste, suivi de : « action », invitation du réalisateur aux comédiens à jouer la scène prévue dans le plan.
Actualités
jusqu'à l'avènement et la popularisation de la télévision, les journaux de reportages filmés étaient projetés dans les salles de cinéma en première partie des films (Actualités Gaumont, Actualités Pathé).
Acutance
aussi appelée microcontraste, définit la précision de la transition entre zones sombres et claires. Une zone noire bordée de blanc a une forte acutance, cette même zone se dégradant vers le blanc en passant par du gris a une faible acutance. Une forte acutance donne une impression de netteté.
Adaptation
film basé sur une œuvre préexistante, telle qu'une pièce de théâtre, un roman, une nouvelle, un jeu vidéo (ou une série), une série télévisée ou encore un dessin animé.
ADR (Automatic Dialogue Replacement Editing)
technique de boucles automatisées pour enregistrer les postsynchronisations et doublages, peu utilisée en France.
Administrateur
l'administrateur général est chargé de l'administration de la production du film : établissement des contrats de techniciens et de comédiens, contrats d'assurance, etc. Voir : métiers du cinéma.
Agfacolor
marque de la firme Agfa-Gevaert désignant une gamme de produits photographiques couleur (pellicules, chimie).
Ambiance
voir Lumière d'ambiance et son d'ambiance
Amorce
- en photographie et au cinéma : objet ou personnage disposé près de la caméra, en premiers plans du sujet ou de l'action principale qu'il masque en partie.
- au cinéma, sur support argentique, partie de film perforé non argentique, collée avant la première image et après la dernière image de chaque bobine. De longueur normalisée, elle comporte diverses indications utiles (titre, nom du laboratoire, métrage, point de synchronisation, etc.).
Anaglyphe
image capable de restituer le relief en offrant au cerveau la configuration binoculaire humaine par superposition de deux images enregistrées en même temps avec une parallaxe, c'est-à-dire qu'elles sont vues par deux objectifs légèrement espacés reproduisant la position des yeux humains, que l'observateur arrive à différencier grâce à des filtres placés devant chacun de ses yeux. Généralement, l'œil droit est placé derrière un filtre couleur cyan et l'œil gauche derrière un filtre rouge.
Anamorphose
déformation réversible d'une image à l'aide d'un système optique - tel un miroir courbe ou des lentilles cylindriques - ou d'une formule mathématique en peinture ou en dessin.
Angle de champ
angle que va pouvoir capter un dispositif optique; angle de prise de vues.
Animation
dessins dessin animé ou poupées animées animation en volume : travail de l'animateur, qui consiste à dessiner les phases de la décomposition d'un mouvement ou à déplacer petit à petit les membres et le corps d'une poupée, dont on filme image par image (voir « tour de manivelle ») chaque dessin ou chaque position, afin de donner l'illusion que le personnage dessiné ou la poupée bougent par eux-mêmes. Voir aussi : lay-out.
Annonce
énoncé de vive voix du numéro de plan et de prise réalisé avant l'activation du clap pour l'identification sonore du plan.
Answer Print
épreuve de tirage.
Antihalo
couche de carbure de tungstène déposée sur le dos des émulsions cinématographiques pour éviter les parasites lumineux à l'intérieur de la pellicule, par réflexion de la lumière issue de l'objectif sur les parties polies du couloir du film.
Antireflets
couche antireflets.
Arc
- phénomène de décharge électrique provoquant une forte luminosité. Déplacement d'électrons hors d'un conducteur se produisant lorsque deux dipôles ne sont pas en contact, mais que le champ électrique qui les sépare est tel que le gaz les séparant devient conducteur par ionisation (comme sur une bougie de moteur de voiture).
- lampe à arc : lampe à décharge électrique dans l'atmosphère, les dipôles étant des crayons en charbon recouverts de cuivre, qui donnait une source d'éclairement puissante aux projecteurs de studio ou d'extérieur (lumière du jour), ou aux appareils de projection. Polluante et dangereuse pour la santé par ses émanations dues à la combustion du charbon, la lampe à arc à l'air libre a été remplacée par des ampoules où la décharge se produit dans un gaz neutre ou dans le vide.
- arc, travelling sur rails en forme de cercle ou de demi-cercle.
Archives du film
le dépôt légal des films sur support photochimique a été confié au Centre national du cinéma et de l'image animée, pour les Actualités Françaises filmées entre 1940 et 1969, elles sont déposées à l'Institut national de l'audiovisuel (INA). Les archives sont consultables : à la Bibliothèque nationale de France (pour les films numérisés) et à Bois-d'Arcy, dans les Yvelines (pour les supports argentiques).
Arrêt de caméra (Stop and Go)
- truquage réalisé à l'origine pendant le tournage. Une prise de vues est faite, on arrête la caméra sans la déplacer ni bouger son cadre. On déplace un objet, ou on le remplace par un autre, ou on l'élimine, ou au contraire on le fait apparaître pour la première fois. On remet en fonctionnement la caméra. Après développement, il y a donc une prise A et une prise B. On coupe les parties de pellicule surexposée qui correspondent à l'inertie de la caméra lors de son arrêt, et à l'inertie de son démarrage. Les prises A et B sont alors assemblées par soudure à l'acétone (dite « collure »). L'opération donne l'illusion du déplacement de l'objet, de son apparition, de sa disparition, ou de sa substitution à un autre objet ou de sa substitution par un autre objet. Même opération avec des comédiens, qui doivent s'immobiliser autant que possible lors du changement entre les deux parties de la prise de vues.
- histoire. L'arrêt de caméra a été découvert par deux collaborateurs de Thomas Edison, William Heise et Alfred Clark, pour une décapitation dans leur film L'Exécution de Mary, reine des Écossais (The Execution of Mary, Queen of Scots), tourné le 28 août 1895. Georges Méliès en fit son fonds de commerce, allant jusqu'à 24 arrêts de caméra pour un film de deux minutes (Le Déshabillage impossible).
Arrêt sur image
un gel (ou freeze en anglais) de l'image animée. Procédé qui consiste à répéter une seule image dupliquée en laboratoire.
Arrière-plan
le décor qui se trouve derrière l'action ou derrière les comédiens sur lesquels se fait la mise au point.
Art et essai
communément, en opposition à cinéma populaire. En France, le Centre national de la cinématographie (CNC) offre une aide financière à la diffusion des films classés « Art et essai » (extrait du bulletin du CNC : « le classement art et essai a pour objectif de soutenir les salles de cinéma qui exposent une proportion importante de films recommandés art et essai et qui soutiennent ces films souvent difficiles par une politique d'animation adaptée »).
ASA
American Standards Association, indice de sensibilité des films, normalisé ISO.
Aspect Ratio
proportion du cadre des photogrammes d'un procédé ou Format de projection, énoncé sous la forme d'un coefficient largeur:hauteur. Ex.: CinemaScope, ratio de 2,55:1. VistaVision, ratio de 2:1.
Assistants
chaque chef de poste dispose d'un ou plusieurs assistants :
- premier assistant-réalisateur

dans le tournage d'une fiction, le premier assistant-réalisateur facilite le travail du réalisateur en faisant le lien avec les principaux comédiens, le remplace parfois dans la direction de la figuration, ou transmet ses directives. C'est lui qui exige le silence avant les prises de vues (« Silence, on tourne »).
- deuxième assistant-réalisateur

veille plus particulièrement au confort des « têtes d'affiche », c'est-à-dire des vedettes (quand elles n'ont pas elles-mêmes des assistants ou secrétaires attitrés) et des petits rôles. Le second assistant-réalisateur est souvent absent du plateau pour aller chercher ou reconduire un comédien. Assisté par les assistants stagiaires.
- premier assistant-opérateur

ou assistant caméra, dit aussi « pointeur » (focus puller en anglais), car c'est lui qui est chargé de faire le point.
- deuxième assistant-opérateur

dans le cinéma sur pellicule argentique, assistant caméra dont la fonction principale était de charger et décharger les magasins de la caméra, et de les installer sur l'appareil de prise de vues en faisant passer la pellicule dans le mécanisme. Il veillait en même temps à la propreté du couloir de prise de vues de la caméra, éliminant les petits copeaux de celluloïd susceptibles de rayer la gélatine ou s'accumuler sur les bords de la fenêtre de prise de vues et qui risquaient d'être filmés (dans ce cas, ils étaient appelés « poils » et leur importance pouvait rendre une prise de vues inutilisable).
- assistant preneur de sons

souvent appelé « perchman », ou parfois « perchiste », assiste le preneur de son (chef opérateur du son, familièrement appelé « sondier »), notamment en disposant les micros et en tenant la perche, bras porteur d'un micro au-dessus du champ filmé (en anglais : boomer).
- assistant monteur

assiste le chef monteur au montage, notamment en gérant les rushes (voir ce mot).
Audio
bande audio, dans le cinéma traditionnel, désigne la pellicule non photosensible, enduite d'une substance à base d'oxyde de fer, qui permet l'enregistrement de sons, et plus spécialement de la bande, contenant le mixage réajusté de tous les sons, qui accompagne un film en double-bande (voir ce terme).
Auditorium
salle de travail, particulièrement bien insonorisée, dont les conditions d'écoute sont optimales, dans laquelle on enregistre des sons (voix, bruits, musique) ou on les mélange (opération du mixage).
Autoblimpée
qualificatif d'une caméra argentique dont le corps constitue un blimp naturel, réduisant significativement les bruits du mécanisme d'entraînement pour permettre la prise de son synchrone (voir « Autosilencieuse »).
Automate
- tout appareil programmable qui permet à un procédé de se dérouler automatiquement. Exemples : le motion control est un automate, le mixage numérique, après les réglages arte fact, est un automate.
- personnage artificiel, naturaliste ou imaginaire, humain ou animal, ou partie de ce personnage, activé par différents artifices qui donnent l'illusion d'un personnage vivant, pouvant effectuer une série de gestes.
Autosilencieuse
qualificatif d'une caméra argentique dont la conception du mécanisme d'entraînement produit un niveau de bruit suffisamment faible pour permettre la prise de son synchrone (voir « Autoblimpée »).
Available Light
« lumière disponible ».
Axe de prise de vues
indique la direction de la prise de vues. Un plan se détermine par un cadrage (dimension ou « grosseur » du cadre par rapport au sujet) et par un axe de prise de vues visant le sujet.

### B
- Haut – A
- B
- C
- D
- E
- F
- G
- H
- I
- J
- K
- L
- M
- N
- O
- P
- Q
- R
- S
- T
- U
- V
- W
- X
- Y
- Z

Back light
(littéralement : « lumière de derrière ») éclairage à contre-jour.
Background
terme désignant l'arrière-plan dans une image filmée ou le « décor » dans un film d'animation exécuté sur « cellulos ».
Baffle
boîte (ou « enceinte ») dans laquelle sont incorporés un ou plusieurs haut-parleurs.
Banc-titre
système permettant de filmer des documents fixes (photos, gravure, peinture, texte).
Bandes A et B
en cinéma argentique, montage du négatif en alternance sur deux bobines. Par exemple, tous les plans pairs (2, 4, 6, etc) sont montés sur la bande A, séparés par de l'amorce à la longueur de chaque plan impair. Sur la bande B, sont alors montés les plans impairs (1, 3, 5, etc), séparés par de l'amorce à la longueur de chaque plan pair. Permet d'atténuer - spécialement en 16 MM - les sautes dues aux soudures (dites « collures »). Permet aussi les fondus enchaînés, et, en remplaçant l'amorce par du banc-titre, la superposition des cartons du générique sur une image animée.
Bande-annonce ou film-annonce
résumé attractif d'un film (de une à trois minutes) projeté au cinéma avant sa sortie.
Bande cache
utilisée en truquage (chimique) par exemple pour les sous-titrages (incrustation de texte dans l'image).
Bande code
Bande internationale
bande ou support sur lequel est enregistré la version internationale (V.I.). C'est-à-dire : le mixage musique, bruits et ambiances sonores, sans les dialogues de la version originale (V.O.). La bande internationale (appelée communément « version internationale » est utilisée pour enregistrer les versions doublées en langue vernaculaire.
Bande lisse
désigne une bande son sans perforation en opposition à la bande perforée (film).
Bande magnétique
bande destinée à l'enregistrement analogique du son ou de l'image et du son (vidéo analogique), ou de l'image et du son (vidéo numérique).
Bande parole
bande magnétique sur laquelle sont enregistrés uniquement les dialogues (sert à la transcription et à la détection, lors des travaux de Doublage).
Bande passante
audio (plage des fréquences utilisées en audio, dite Hi-Fi lorsqu'elle utilise l'intégralité des fréquences sonores approximativement de 20 à 20 000 hertz), micro HF, télévision, informatique.
Bande pilote
Bande pochette
Bande rythmo
calligraphique pour les doublages et les postsynchronisations, en pieds (foot) pour le doublage, le bruitage et le mixage traditionnels (remplacée par le timecode incrusté dans l'image).
Bande sonore
ou bande son : film perforé ou non (bande lisse) comportant des informations sonores.
Bande synchro
Barre de séparation
partie noire de la pellicule argentique, qui sépare un photogramme d'un autre photogramme, et qui correspond au passage de l'obturateur à disque mobile ou à guillotine devant la fenêtre de prise de vues au moment où la pellicule se déplace d'un pas.
Base
support de la gélatine (triacétate, polyester…)
Batteur
pièce mécanique principale des caméras banc-titre, qui assure ce qu'on appelait autrefois le « tour de manivelle », l'image par image de l'animation.
Benshi
(ou « katsudo-benshi ») personne qui commentait les films, lisait les intertitres (pour un public largement analphabète) et énonçait les dialogues des acteurs durant la diffusion à l'époque du cinéma muet au Japon. voir bonimenteur.
Bible
en audiovisuel, un document qui prend deux acceptions différentes :
- ensemble des synopsis ou des traitements de tous les épisodes d'une série ou d'une saison d'une série feuilletonnante (généralement de téléfilms). Elle permet d'avoir une vision d'ensemble sur la totalité du récit. Dans ce cas, on peut aussi l'appeler master de la série.
- document concernant aussi les séries de téléfilms, mais unitaires (dont l'action débute et se résout dans le même épisode). Elle liste les codes narratifs et les personnages récurrents voulus par les créateurs et la production, et permet de faire travailler plusieurs scénaristes, tout en restant dans l'esprit de la série.
Bichromie
photographie avec deux couleurs, généralement complémentaires, obtenue à la prise de vues ou au tirage par filtrage.
Biformat
caméra ou appareil de projection qui pouvait être chargé avec deux formats de pellicule. Le Cameflex, par exemple, existait en version 16 et 35 mm pour le même mécanisme biformat. Beaucoup d'appareils de projection amateurs pouvaient accepter du 8 mm et du Super 8. Voir aussi triformat.
Biograph Co
maison de production américaine qui tient une place importante dans le cinéma de 1895 à 1916 (voir American Mutoscope and Biograph Company, initiatrice de l'appareil de visionnement Mutoscope, qui fonctionne comme un flip-book, et productrice des premiers films de David Wark Griffith).
Blimp
accessoire d'isolation phonique pour les appareils photo et caméras. Blimp rigide (boîtier), blimp souple.
Blonde
projecteur tungstène à face ouverte et à réflecteur parabolique mobile d'une puissance de 2 000 watts, nommé ainsi, car très souvent peint en jaune.
Bobine, bobineau
rouleau de pellicule.
Boîte
« C'est dans la boîte », quand une prise de vues est (enfin) réussie.
Bon
« Bon pour le son ! », « Bon pour l'image ! », quand l'un et/ou l'autre des techniciens responsables a terminé ses réglages, et se dit prêt pour une prise de vues sonore.
Bonimenteur
personne qui commentait les films, lisait les intertitres (pour un public largement analphabète) et énonçait les dialogues des acteurs durant la diffusion à l'époque du cinéma muet. voir aussi benshi (au Japon)
Bonnette
- Bonnette (optique)
lentille additionnelle utilisée pour la prise de vues rapprochée (macrophotographie) de l'ordre de 0,5 à 5 dioptries, que l'on place devant l'objectif afin de pouvoir faire la mise au point.
- Bonnette (microphone)
protection du microphone contre le vent.
Bord cadre
par rapport au plan tel qu'il est vu par le cadreur à travers le viseur de la caméra, le bord cadre est la zone limite du champ de prise de vues, aussi bien en largeur qu'en hauteur. Un objet, ou un personnage peut se situer bord cadre hors-champ ou bord cadre dans le champ, c'est-à-dire qu'il sera soit visible dans la prise de vues, soit invisible. Ce périmètre du cadre est interdit aux éléments extérieurs au récit, comme les accessoires de l'équipe technique. C'est ainsi que l'opérateur de prises de vues peut prévenir le perchman que son micro est bord cadre, autrement dit que, s'il s'avance encore un peu, il sera visible à l'image, ce qui interrompra la prise : « Perche! »
Boucle
dans le parcours de la pellicule à l'intérieur de la caméra ou de l'appareil de projection, une boucle, parfois normalisée par un « boucleur », permet de passer du défilement continu au défilement intermittent, et inversement (appelée Boucle de Latham).
Bourrage
incident majeur de défilement de la pellicule, essentiellement dans une caméra, provoqué le plus souvent par un débouclage, une résorption de la boucle, interrompant le défilement et accumulant la pellicule en accordéon, dont il résulte un déchirement de perforations.
Bout-à-bout
montage sommaire des plans dans l'ordre du découpage technique ou du scénario, sans raccord affiné, appelé familièrement un « ours », aussi bien en montage argentique qu'en numérique.
Bout d'essai
prise de vues destinée à tester un comédien, un effet, un filtre…
Box-office
nombre d'entrées en salle, classement des entrées.
BFI
British Film Institute.
Bromure
halogénure de Brome entrant dans la composition des produits photosensibles.
Bruitage
(ou effet sonore) : voir bruiteur.
Bruit de fond
bruit parasite en fond sonore.
Bruiteur
technicien réalisant en postproduction les sons non enregistrés au tournage, ou les remplaçant par des sons plus expressifs, ou reconstituant les effets sonores, voire les ambiances, lors du doublage d'un film dont la version internationale ne les comporte pas (certaines V.I. ne comportent que la musique et les effets sonores, sans les ambiances - liées intimement aux prises de vues en son direct, avec les dialogues en langue du pays d'origine).
Brute
projecteur utilisant une lampe à arc
Bullet time
type de ralenti très détaillé réalisé grâce à une série d'appareils photo disposés autour de l'action, dont l'ancêtre est l'expérience menée par le Britannique Eadweard Muybridge sur le galop du cheval, avec un dispositif de 12 ou 24 chambres photographiques déclenchées en cascade.
BWF est une extension du format de fichier audio WAV de Microsoft.

### C
- Haut – A
- B
- C
- D
- E
- F
- G
- H
- I
- J
- K
- L
- M
- N
- O
- P
- Q
- R
- S
- T
- U
- V
- W
- X
- Y
- Z

Cache
- effet spécial au tournage
élément disposé devant la caméra pour masquer une partie de l'image tournée.
- truquage en laboratoire
masque une partie de l'image d'une prise de vues pour permettre d'impressionner dans la réserve photographique ainsi créée une partie d'une autre image, filmée séparément, que l'on adapte au cache, et qui s'appelle en conséquence le contre-cache. Voir image « composite ».
Cadence de prise de vues
- cinéma argentique
nombre de photogrammes enregistrés par seconde. Elle est le plus souvent égale à la cadence de projection (24 images par seconde pour le cinéma), mais peut en être différente pour créer des effets de ralenti ou d'accéléré.
- cinéma numérique
la cadence de prise de vues peut être augmentée (pour supprimer les flous de la cadence normale), sans modification dans le rendu de la vitesse du mouvement (pas de ralenti).
Cadrage
résultat de l'action de cadrer, faire le cadre.
Cadre
ce que voit le cadreur dans l'œilleton (ou le viseur) de la caméra. Les caméras professionnelles comportent toutes une visée plus large que le champ de l'optique. Cette particularité permet au cadreur de voir arriver les objets filmés ou les comédiens et de réajuster éventuellement son cadre avant leur entrée dans le champ. De même, elle lui permet, lors d'un mouvement de caméra, par exemple un panoramique, de mieux viser le cadrage final. Avec les techniques numériques, il est courant de procéder à des recadrages en postproduction.
Cadreur
ou caméraman : celui qui manipule la caméra.
Cahiers du cinéma (Les)
revue de cinéma française créée en avril 1951 par André Bazin, Jacques Doniol-Valcroze, Joseph-Marie Lo Duca et Léonide Keigel.
Caligarisme
esthétique se référençant au film Le Cabinet du docteur Caligari, d'un expressionnisme très marqué.
Came
- abréviation familière de caméra.
- pièce du mécanisme d'entraînement du film dans une caméra, assurant la transformation d'un mouvement continu en un mouvement intermittent.
Caméo
apparition fugace dans un récit d'un acteur, d'une actrice, du réalisateur ou d'une personnalité quelconque.
Caméra
appareil de prise de vues cinématographique ou électronique (vidéo), ou numérique. Caméra argentique, Caméra numérique.
Caméra objective
en jargon pseudo-sémiologique, utilisation de la caméra autrement qu'en caméra subjective. Cette désignation n'est jamais utilisé par les professionnels du cinéma ou de la télévision.
Caméra subjective
- utilisation d'un ou plusieurs plans, comme s'ils étaient ce que voit un personnage du film. Le plan est dit subjectif, et la caméra est qualifiée en conséquence de subjective. L'alternance champ/contre-champ n'est pas, comme il est parfois affirmé, une alternance de plans subjectifs. Ne pas confondre aussi avec le « point de vue », qui n'est pas un terme technique, mais l'ensemble des intentions morales ou humaines du ou des auteurs du film, qui fait qu'un personnage est jugé, ou du moins estimé, à l'aune de leurs convictions.
- en jargon sémiologique, la caméra subjective est dite « focalisation interne ». Comme « caméra objective », cette désignation n'est jamais utilisée par les professionnels du cinéma ou de la télévision.
Cardioïde
défini la directivité d'un microphone microphone cardioïde.
Carton
- procédé hérité du cinéma muet, un texte écrit sur du carton (le matériau, d'où ce nom), est intercalé entre deux plans pour commenter ou expliquer la situation, ou porter les dialogues.
- les génériques de début et de fin sont parfois composés de cartons sur fond noir où sont incrustés, par le jeu du cache/contre-cache, la liste des castings artistique et technique.
Cartoon
un genre de dessin animé, drôle et rapide.
Cascade
effet spécial obtenu dans une prise de vues qui comporte des risques de blessures qu'une production ne peut accepter de faire courir à ses comédiens, et qui consiste à faire jouer un spécialiste, habillé et grimé comme le personnage. En cinéma numérique, l'effet spécial est doublé d'un truquage : le cascadeur est muni d'une cible (target) noire sur fond d'incrustation vert (maquillage), qui permet de remplacer son visage en mouvement par celui du comédien doublé, dont on a numérisé la tête grâce à un laser.
Cascadeur
spécialiste qui double les comédiens dans les scènes sportives ou censées comporter un danger, même minime, dont le niveau est fixé en fonction des assurances de la production.
Casting
choix des comédiens et des techniciens.
Catadioptrique
réflexion de la lumière dans la direction opposée à la direction d'incidence.
« Ça tourne ! »
réponse du preneur de son au « moteur » demandé par le réalisateur, confirmé souvent par le premier assistant-réalisateur (« moteur demandé »), le cadreur demandant ensuite l'« annonce », c'est-à-dire le clap et son complément sonore. Vient ensuite le « action », apanage du réalisateur, lançant le jeu des comédiens.
Cellulo
en animation, feuille transparente, anciennement en celluloïd, maintenant en triacétate de cellulose, sur laquelle est dessinée une position d'un personnage. Il faut 24 cellulos pour chaque seconde d'action. La transparence du support permet de filmer plusieurs personnages dessinés sur plusieurs cellulos par autant d'animateurs et de coloristes, et de disposer en background un décor dessiné sur un unique cellulo, faisant ainsi l'économie d'une inutile reproduction du décor pour chacune des 24 images d'une seconde de film, les éléments éventuellement mobiles du décor étant animés sur des cellulos indépendants de ce décor (on dit parfois « cello »).
Censure
en France, une commission, dite « de classification », désignée par le CNC, délivre un visa pour chaque film destiné à être projeté devant un public, qui définit le caractère « grand public » du film, ou l'âge minimal des spectateurs pouvant voir le film (interdictions aux moins de 12, de 16 ou de 18 ans, avec éventuellement l'accompagnement d'un avertissement spécifique précisant la présence de telle ou telle scène jugée potentiellement traumatisante). Les interdictions totales (censure) sont très exceptionnelles.
Chaise de réalisateur
voir fauteuil de réalisateur.
Champ
ce qui est devant l'objectif de la caméra, défini par sa focale, c'est-à-dire la largeur et la hauteur de son champ (de vision), ainsi que l'espace en profondeur de ce cadre (en forme d'entonnoir, dont l'optique de la caméra serait le tube et le cône serait le champ filmé).
Champ / Contre-champ
on dit d'une séquence qu'elle est tournée en champ/contre-champ quand les plans se succèdent suivant deux axes symétriques ou asymétriques opposés. C'est le cas par exemple d'un dialogue entre deux personnages, où alternent des plans montrant l'un des personnages et des plans montrant l'autre personnage, l'un à côté de l'autre ou l'un face à l'autre. Les deux axes du champ/contre-champ sont soit filmés séparément, le comédien hors-champ donne alors la réplique, soit avec deux caméras tournant simultanément, les deux comédiens étant alors l'un dans le champ de la première caméra, et l'autre dans le champ de la deuxième. Un clap spécial à deux faces est parfois utilisé dans ce genre de configuration, à défaut deux annonces sont faites (caméra 1, caméra 2).
Chargement
- opération de chargement de la pellicule dans le magasin de la caméra, étanche à la lumière (cette opération est menée à l'abri de la lumière, dans une chambre noire, ou dans un lieu ou un accessoire en faisant office, par exemple un charging bag en tissu noir épais).
- installation sur la caméra du magasin chargé, et mise en place de la pellicule dans le mécanisme d'entraînement et de guidage.
Chargeur
- magasin de pellicule préchargée en usine.
- chargeur des batteries de caméra et d'éclairage portable d'appoint.
Chariot ou chariot de travelling
chariot roulant sur des rails afin d'obtenir un travelling (voir ce mot). Voir aussi dolly.
Charte
éléments de référence à deux utilisations (charte de couleurs et charte de gris neutre à 18 %).
Chef opérateur
le chef opérateur peut aussi remplir le rôle de cadreur.
Chef-opérateur du son
l'ingénieur du son du tournage.
« Chemin de fer »
jargon employé à la télévision, dans la phase d'écriture : transcription sur un tableau (ou directement sur un mur en punaisant des feuilles) du « séquencier », suite chronologique de toutes les séquences d'un film, qui permet l'introduction de nouvelles séquences, leur suppression éventuelle ou leur interversion.
Chenille
utilisées dans les auditoriums de cinéma, trace visuelle anticipant l'arrivée des sons analogiques. La chenille est remplacée par l'incrustation du timecode dans l'image.
Chercheur de champs
accessoire du réalisateur pour déterminer la ou les places de la caméra (ou des caméras en multicaméras) avant de mettre en répétition un plan, ainsi que l'optique à utiliser.
Chromogène
développement chromogène : développement couleur.
Chrono
partie mécanique principale d'un appareil de projection (les parties « accessoires » étant : objectif, lanterne, pied).
Chutes
en production : partie de pellicule vierge non impressionnée au tournage ; en postproduction : rushes non sélectionnés et donc non montés.
Chutier
- en 16 et 35 mm argentique, boîte spécifique dans laquelle sont rangées enroulées les images exclues du montage définitif.
- « peigne » constitué d'épingles métalliques fines qui permettent d'accrocher un plan par une perforation et de le présenter, avec tous les plans d'une même séquence, au-dessus d'un panier doublé de toile à l'intérieur duquel les plans sont déroulés. Permet au monteur de faire rapidement son choix et d'effectuer le bout à bout des prises de vues choisies.
- en numérique : répertoires dans lesquelles sont stockés les rushes du film sous forme de fichiers.
Ciné
abréviation familière de cinéma.
Cinéaste
- strict. : réalisateur de cinéma.
- sens large : technicien cadre au cinéma, élargi au réalisateur de l'audiovisuel.
Ciné-club
association culturelle dont l'objet est de favoriser et de projeter des films, principalement dits d'auteur.
Cinéma
historiquement, une salle de spectacle consacrée à la projection de films.
Cinéma muet
aux débuts du cinéma, le son est absent. Mais les projections ne sont pas silencieuses. Le public réagit à haute voix, et dès 1892, Émile Reynaud, l'inventeur du dessin animé et organisateur des premières projections sur grand écran, comprend que les projections de ses Pantomimes lumineuses doivent être accompagnées d'une musique originale, écrite pour soutenir les péripéties de l'histoire. Gaston Paulin lui compose les premières BO du cinéma.
Cinéma sonore
après différents essais, dès les débuts du cinéma (1891), il faut attendre 1926 pour que le premier film sonore soit présenté avec succès au public, Don Juan. Le Chanteur de jazz est à tort donné comme étant le premier film parlant. Il est en réalité le numéro 3 des films sonores, tous confectionnés selon le principe du son sur disque et sont essentiellement composés de musique et de chansons (en synchronisme parfait avec les lèvres), de quelques rares paroles enregistrées, mais ils comptent essentiellement des dialogues et des indications de scène dans la tradition du cinéma muet, sur des cartons, c'est-à-dire des intertitres.
CinemaScope
marque déposée, procédé de compression verticale des photogrammes, à l'aide d'un complément (voir ce terme) d'objectif à lentilles cylindriques, lancé par la 20th Century Fox en 1953, à partir de l'Hypergonar du professeur Henri Chrétien. Le même complément est utilisé à la projection pour décompresser les photogrammes sur un écran de grande largeur, au ratio de 2,55:1, ramené le plus souvent à 2,39:1.
Cinémathèque
organisme, en général d'État, chargé de la conservation et de la diffusion du patrimoine cinématographique national.
Cinématographe
nom de marque, devenu commun, de l'appareil inventé par les frères Lumière. (voir aussi Kinétographe et Kinétoscope)
Cinematographer
Directeur de la photographie (voir métier du cinéma).
Cinématographie
littéraire : tout ce qui concerne le cinéma, en opposition avec l'audiovisuel.
Cinémobile
unité complète de prise de vues et d'accessoires, intégrée dans un véhicule.
Ciné-Parc
mot composé québécois équivalent à drive-in''.
Cinéphile
amateur de cinéma, en général éclairé.
Cinérama
marque déposée. Mis au point en 1952 pour tenter de lutter contre l'envahissante télévision, le « petit écran », le Cinérama est un procédé d'écran géant, alimenté par des films 35 mm tournés à trois caméras solidaires, filmant sur 146°, les deux caméras extérieures convergeant pour filmer, celle de gauche : la droite de la scène filmée, celle de droite : la gauche de la scène. Les photogrammes sont impressionnés sur la hauteur de 6 perforations au lieu de 4. La projection se fait de la même façon, avec trois appareils dans trois cabines séparées, faisant face à leur tiers respectif d'écran incurvé. La cadence de prise de vues et de projection est portée à 26 images par seconde. La liaison des trois images est visible.
Clap
le nom a pour origine les danseurs de claquettes. C'est le son produit par une ardoise (sur laquelle sont inscrits notamment le titre du film, le numéro de la séquence, du plan et le numéro de la prise de vues) dont on rapproche rapidement une partie articulée qui vient la frapper. Cette partie est peinte en chevrons blancs et noirs qui apparaissent flous lors de leur rapprochement rapide de la partie fixe et nets quand elle la heurte. La première image nette correspond à l'émission du bruit de claquement et permet, en préambule au montage, à synchroniser la bande image et la bande-son tirées des rushes du tournage. Le « clap de fin » est un clap enregistré en fin de prise, qui a la même fonction de repère de synchronisation que le clap de début, mais qui permet un démarrage de la prise de vues moins solennel, ou bien évite le « clac » qui peut troubler par exemple un animal participant à la scène. Aujourd'hui, les claps sont des ardoises digitales qui déroulent en continu le Timecode (voir ce terme) de l'enregistrement.
Clapman
le technicien, quel qu'il soit, qui manipule le clap.
Close shot
plan rapproché.
Close up
gros plan.
CNC
- Centre National du Cinéma et de l'image animée, établissement public administratif français, dépendant du Ministère de la Culture, chargé de mettre en œuvre la politique de l'État dans les domaines du cinéma et des autres arts et industries de l’image animée, notamment ceux de l’audiovisuel, de la vidéo et du multimédia, dont les jeux vidéo.
- historique : Le CNC a succédé au COIC (Comité d'organisation de l'industrie cinématographique) créé en 1940, sous le régime de Vichy, aux fins de normaliser la production et de la contrôler.
Code temporel
voir timecode.
Colleuse
dispositif permettant de couper et d'assembler des pellicules, principalement utilisé en montage (appelé aussi presse à coller).
Collure
rapprochement et soudure chimique de deux éléments de pellicule photosensible, deux plans quand il s'agit du montage, l'amont et l'aval d'une cassure, après amputation de la partie accidentée, quand il s'agit d'une réparation. La soudure (ou collure) est faite support contre support. L'une des parties doit ainsi être grattée pour éliminer la couche photosensible (émulsion) à l'endroit de la soudure.
Color consultant
terme désignant les ensembliers de l'ameublement, mais repris par la société Technicolor pour conseiller les équipes de cinéma sur les particularités de ce procédé de film couleur, et notamment dans sa période trichrome (3 pellicules noir et blanc). Natalie Kalmus, la femme de l'inventeur du procédé, fut la plus célèbre des color consultant.
Colorimétrie
science de la mesure des couleurs, que doit posséder tout bon directeur de la photographie.
Colorisation
procédé numérique de mise en couleurs d'un film argentique tourné en noir et blanc, et dont un distributeur envisage une seconde vie sur les chaînes de télévision de masse. Basé sur le principe de l'évaluation du niveau des gris pour leur attribuer des teintes.
Coloriste
en dessin animé traditionnel, les coloristes remplissent le layout (voir ce terme) dessiné à l'encre de Chine sur les cellulos (disposés à l'envers, face dessinée en bas), avec des gouaches de couleur posées selon le modèle du ou des personnages. Quand les moyens le permettent (Walt Disney, Cartoons), chaque couleur est posée par un (ou une) coloriste spécifique.
Coma
Compensation
- filtres de compensation. Permettent de corriger par compensation complémentaire une dominante colorée non désirée. Un filtre magenta atténue par exemple le vert des tubes fluorescents.
- mouvement secondaire de la caméra pour compenser un mouvement principal. Panoramique de compensation : panoramique qui permet de recadrer durant un travelling. Travelling de compensation : travelling qui permet de recadrer durant un panoramique.(voir : travelling contrarié et zoom contrarié)
Complément
- complément optique. Objectif complémentaire que l'on installe devant l'objectif principal pour former une image virtuelle que l'objectif principal va conduire jusqu'à la pellicule. Exemple : l'Hypergonar du professeur Henri Chrétien, disposé en tête de l'objectif de la caméra pour donner une image anamorphosée, aplatie sur sa largeur, enregistrant un champ plus large. L'objectif Bausch & Lomb Optical obtient la même anamorphose sans complément optique, de même que les objectifs Panavision.
- acteurs de complément. Figurants, parfois professionnels. En jargon, l'acteur « frime » ou « panouille ».
Composite
- « image composite », image vidéo.
- en argentique, une image composite est une image truquée par le jeu de cache/contre-cache (voir ces termes).
Compression
réduction de la dynamique sonore avec un compresseur, au tournage et en postproduction.
compression de données audio.
compression de données vidéo.
Conseiller technique
- pour la réalisation
en France, sur un film de long-métrage, un réalisateur confirmé conseille, en phase de préparation ou durant le tournage, une personne dont c'est le premier film et qui n'a pas la qualification CNC (avoir, au préalable, réalisé plusieurs courts-métrages).
- un conseiller technique est aussi
un spécialiste consulté dans des circonstances qui nécessitent un avis ou une aide extérieurs (par exemple : un artificier, un plongeur, un militaire, un danseur, un cavalier, etc.)
Continuité
- écriture scénaristique
désigne deux étapes de la partie littéraire du cinéma, la « continuité non dialoguée », qui rassemble toutes les péripéties du film dans leur ordre chronologique, les dialogues étant écrits au style indirect ou ébauchés, et la « continuité dialoguée », qui lui succède, où les indications et intentions de dialogues sont finalisées. (Voir : chemin de fer)
- tournage
souci des cinéastes qui doivent suivre la logique de l'histoire au travers d'un tournage morcelé, où les plans et les séquences sont ordonnancés en fonction d'un regroupement des lieux et des comédiens, et non de la continuité du récit. Ce souci de continuité est porté par la script-girl ou le script-boy qui note tous les détails d'un lieu, d'une séquence, de plusieurs plans tournés en désordre, et permet ainsi, en principe, aux comédiens d'être habillés à l'identique pendant la même séquence dont le tournage est réparti sur plusieurs jours, de manipuler les mêmes accessoires, d'avoir les mêmes (fausses) blessures, etc.
Contrarié
quand une caméra exécute un mouvement principal, panoramique ou travelling, un mouvement secondaire, qui va dans le sens contraire du mouvement principal, fait dire que celui-ci est contrarié. Exemple : une caméra exécute un travelling avant et en même temps exécute un panoramique qui fait pivoter son axe d'avant en arrière et transforme son travelling avant en travelling arrière (mais le chariot de travelling, lui, roule dans le même sens).
Contre-cache
l'inverse du cache, au tournage aussi bien qu'en laboratoire.
Contre-plongée
axe de prise de vues du bas vers le haut, la caméra est placée plus bas que le sujet, faisant un angle positif par rapport à l'horizontale. C'est l'inverse de la plongée.
Contretype
copie argentique tirée d'après un négatif ou une copie, pour servir d'original (pour les ventes à l'étranger, par exemple), sur le modèle négatif/négatif, ou positif-positif par inversion.
Coordinateur d'intimité
Elle assure le bien-être des acteurs et actrices qui participent à des scènes de sexe ou d'autres scènes intimes.
Copie de travail
copie argentique réservée au montage, tirée des rushes positifs 16 ou 35 mm, remplacée aujourd'hui par le fichier numérique.
Copie-zéro
première copie étalonnée sortie du laboratoire argentique. La copie-zéro peut être tirée muette ou sonore. Elle sert à valider l'étalonnage.
Coproduction
plusieurs producteurs, pouvant être de pays différents, participent au financement d'un film. L'un d'entre eux est délégué à la fabrication et la garantie de bonne fin, c'est le producteur délégué.
Couleurs complémentaires
quand on dispose en rond les couleurs issues de la décomposition de la lumière blanche (arc en ciel circulaire, appelé cercle chromatique), la complémentaire d'une couleur est celle qui se trouve à l'opposé sur ce cercle, à 180°.
Coupe franche
coupe, succession de deux plans sans liaison du type fondu, ou enchaîné (voir ces termes).
« Coupez ! »
prononcé par le réalisateur pour interrompre la prise de vues au tournage, ou par l'un des techniciens (en cas d'avarie technique ou de surgissement d'un élément non prévu, véhicule, curieux, bruit parasite, micro dans le cadre, etc.). (Cut !, en anglais).
Courbe Academy
Courbe de réponse électroacoustique mono des auditoriums et salles de projection de cinéma.
Courbe ISO X
Courbe de réponse électroacoustique stéréophonique et multicanal des auditoriums et salles de projection de cinéma.
Courbure de champ
Court-métrage
film court (en France, défini par moins de soixante minutes, aux États-Unis, par moins de 40 minutes).
Crédits
mot anglais. Sur les génériques, noms des artistes et des techniciens ayant participé à la fabrication du film.
Croix de Malte
mécanisme le plus couramment utilisé dans les appareils de projection de films 16 ou 35 mm.
Cross light
CST
Commission Supérieure Technique de l'image et du son.
Cycliode
projecteur tungstène à face ouverte et réflecteur symétrique conçu pour donner un éclairement uniforme sur un mur lorsqu'il est situé à l'aplomb de celui-ci, souvent utilisé pour éclairer des cycloramas.
Cyclo
en studio, c'est un plateau dont le fond est arrondi pour obtenir avec le sol un rendu optique « infini ». (Voir « Fond bleu »)

### D
- Haut – A
- B
- C
- D
- E
- F
- G
- H
- I
- J
- K
- L
- M
- N
- O
- P
- Q
- R
- S
- T
- U
- V
- W
- X
- Y
- Z

Dailies
- terme anglais désignant les négatifs impressionnés dans une journée de tournage, dont on tire l'ensemble sur positif pour être visionné par l'équipe le soir-même ou le lendemain, afin de juger la qualité du travail et prévoir d'éventuels retakes.
- en français, un anglicisme désigne les dailies par rushes. Les deux termes désignent de facto par la suite tous les négatifs impressionnés durant un tournage complet, ou tous les positifs des prises de vues choisies, servant à effectuer le montage pour former la « copie de travail ».
« Dans la boîte »
expression signifiant que la prise de vues tournée est bonne et qu'on peut passer au tournage du plan suivant.
DAW
Station audionumérique, (Digital Audio Workstation) .
Dawn (procédé)
Day-for-night
voir nuit américaine.
D.C.P. ou Digital Cinema Package
système de copie numérique d'un film sous forme d'un ensemble de fichiers, développé à partir des années 2000 et remplaçant peu à peu les copies 35mm lors des projections en salles de cinéma.
Décadrage
- tournage : laisser sortir le personnage des limites de l'image filmée est soit volontaire, soit accidentel de la part du cadreur, qui doit veiller par de légers et constants recadrages que le personnage ne sorte pas du champ, sauf si la « sortie de champ » est prévue par la mise en scène.
- projection argentique : le décadrage est un incident visuel pouvant se produire au cours d'une projection d'un film entraîné par ses perforations, dû au dérapage de la pellicule sur le débiteur denté à mouvement intermittent actionné par la croix de Malte ou à la cassure de perforations. Le projectionniste y remédie en déplaçant, par une manette spéciale, vers le haut ou vers le bas, le mécanisme entier (ce qu'on appelle le « chrono »), adaptant ainsi la position de la pellicule à la hauteur de la fenêtre percée dans le couloir qu'emprunte le film, dans l'alignement du faisceau de la boîte à lumière et de l'objectif.
Décibel
abréviation dB, unité logarithmique de comparaison de deux puissances, très utilisée dans l'audio. dB SPL: unités acoustiques.
Décor artificiel
décor construit ou reconstitué en studios.
Décor naturel
lieu préexistant choisi aux repérages pour le tournage.
Découpage technique
texte reprenant du scénario sa description des actions et ses dialogues, ainsi que sa structure en séquences numérotées avec indication des lumières, qui prévoit les différents plans qui seront tournés pour chaque séquence et en précise le cadre, et donne d'autres précisions indispensables, notamment les mouvements de caméra.
Découverte
élément de décor vu en second plan au travers d'une fenêtre ou d'une porte dans un décor de studio.
Décrochage
- à la prise de vues ou en projection argentiques, phénomène se produisant lorsqu'un film arrive en fin de bobine, l'appareil étant toujours en fonctionnement, caractérisé par une soudaine accélération de la bobine de réception.
- éclairage, généralement puissant, disposé en arrière des comédiens, destiné à les décoller du fond en soulignant leur silhouette. Certains chef-opérateur refusent ce style d'éclairage, jugé par eux comme trop académique.
Dédoublage
sélection des prises de vues considérées comme bonnes par la production et données à tirer après développement, ou à numériser.
De Luxe Color
procédé de couleur développé par le laboratoire De Luxe.
Densité fixe
procédé optique d'enregistrement et de reproduction du son, par galvanomètre à fils (enregistrement) et cellule photoélectrique (lecture). Dessin du son en noir et blanc. (en)Optical sound (en)
Densité variable
procédé optique d'enregistrement et de reproduction du son, par déviation d'un pinceau lumineux passant entre deux fils déformés par un électroaimant recevant le signal électrique. Dessin du son en gamme de gris se conservant mal.
Dérayage
procédé de laboratoire permettant de réduire les rayures négatif. Les procédés numériques permettent de corriger la plupart des rayures (côté support ou côté émulsion) en remplaçant la partie rayée par les informations visuelles voisines.
Déroulant
générique de fin, en général, dont les cartons (artistiques et techniques) défilent, le plus souvent du bas vers le haut.
Désanamorphoser
décomprimer une image anamorphosée. (voir anamorphose)
Diagonale du champ
Le champ d’un objectif d’appareil de prises de vues fixes ou animées est déterminé au sol par un trapèze, dont la plus petite des bases parallèles est la largeur du photogramme sur la pellicule même (ou sur le capteur numérique) et la plus grande, la largeur du terrain vu par l’objectif aux limites de la netteté de l’image. La diagonale du champ est l’une ou l’autre des deux diagonales de ce trapèze. En 1896, Louis Lumière filme L'Arrivée d'un train en gare de La Ciotat selon la diagonale du champ.
Dialoguiste
auteur de dialogues. (voir métiers du cinéma)
Digital
mot anglais pour numérique.
DIN
échelle logarithmique de sensibilité, édictée par un organisme de normalisation ou de standardisation allemand.
Direct
son direct, principalement les dialogues enregistrés au tournage.
Directeur de la photographie ou chef opérateur de prise de vues(voir métiers du cinéma)
Directeur de production
représente le producteur et assume la bonne-fin du film. (voir métiers du cinéma)
Directeur de postproduction
supervise la postproduction. (voir métiers du cinéma)
Directionnel
micro dont la caractéristique est de ne capter qu'une partie du champ sonore (cardioïde, hyper-cardioïde, micro canon, etc) (micro directionnel).
Director
mot anglais pour réalisateur. (voir métiers du cinéma)
Director's chair
terme anglais pour fauteuil de réalisateur.
Distorsion
déformation de l'image ou du son due à l'objectif de la caméra ou à la qualité du micro, ou se produisant au cours de la postproduction. Une distorsion peut être aussi volontaire et représenter une forme d'expression artistique.
Distributeur
chargé de la distribution de film.
Distribution
- ensemble des acteurs choisis pour tenir les rôles d'un film.
- distribution de film et exploitation commerciale du film (voir aussi exploitant de salle de cinéma).
Dolby®
laboratoire britannique, créé en 1965 par Ray Dolby.
Dolby NR
procédé de réduction analogique du bruit de fond.
Dolby Digital
Dolby stéréo
Dolby Surround
Dolly
mot anglais, adopté en France, pour désigner un support de caméra pouvant rouler sur pneus gonflables, pneus durs ou rails (possibilité parfois des trois), destiné à exécuter des travellings. Différente du chariot de travelling, la dolly comprend une colonne ou un bras réglable solidaire du système de roulement. Les modèles les plus perfectionnés peuvent effectuer durant la prise de vues, en plus du travelling, un mouvement - motorisé ou hydraulique - d'élévation ou d'abaissement de la caméra pour parfaire les recadrages de compensation. Dans une configuration sur roues, certaines dollies peuvent changer de direction à 90°, en « crabe ».
Dominante
teinte colorée présente en quantité supérieure à la normale. Dominante colorée, dominante chaude, dominante froide.
Downmixage
réduction d'un mixage multicanal, en général en stéréo.
Dorsale
face postérieure de la pellicule argentique, par opposition à la face antérieure qui reçoit l'émulsion photosensible.
Doublage
postproduction : enregistrement des dialogues dans une autre langue que celle qu'ont utilisée les comédiens jouant dans un film (ventes à l'étranger).
Double 8
format de pellicule de 16 mm permettant la prise de vues 8 mm en deux passages. Une bobine de 7,5 mètres double 8 permet d'enregistrer 15 mètres d'images 8 mm, soit environ 4 minutes de prises de vues à 16 images par seconde.
Double bande
procédé de projection et l'appareil lui-même, utilisant deux bandes : l'image muette, et le son monté. En général, sert à projeter la copie du film dite « de travail », mais est aussi choisi, avec le son mixé, pour des projections d'excellente qualité sonore en public.
Double-exposition
exposition multiple d'un plan avec génération de photogrammes composites obtenus par un ou plusieurs passages en prise de vues cinématographique.
Double X
pellicule argentique négative noir et blanc fabriquée par Kodak.
Doublure
- tournage : qui remplace et soulage les comédiens vedettes, soit lors des réglages de la lumière (doublure lumière), soit dans les plans où le personnage est vu de loin, sans que l'on puisse distinguer ses traits (doublure image). Ne pas confondre avec cascadeur.
- doublage : le doubleur est un comédien qui prête sa voix à un personnage, souvent de dessin animé, ou lors du doublage en langue vernaculaire des films étrangers.
Douce/Dure
image peu contrastée/très contrastée.
Drapeau
tournage : pièce de tissu épais noir, de grande surface, monté sur un cadre métallique, utilisé pour couper une partie du faisceau d'un projecteur d'éclairage (par exemple, pour qu'il n'atteigne pas directement l'objectif de la caméra, provoquant un « flare » (prononcé flair), c'est-à-dire une lumière parasite qui irradie l'image). (voir aussi : volet)
Drive-in theater
Un cinéma en plein air, en anglais américain drive-in theater, est un espace en plein air où l'on gare sa voiture, devant un écran géant, pour assister, sans quitter son véhicule, à la projection d'un film. Le son est diffusé à l'aide de haut-parleurs individuels implantés sur l'aire de stationnement.
Dunning
dans le cinéma noir et blanc, le procédé Dunning (du nom de son créateur, Carroll D.Dunning), utilisait le fond bleu et son élimination par un « bipack » (deux pellicules chargées dans la caméra, dont l'une faisait office de filtre orange) pour impressionner un décor dessiné ou une poupée animée, et qui a permis de remarquables truquages, par exemple pour le film King-Kong de 1933.

### E
- Haut – A
- B
- C
- D
- E
- F
- G
- H
- I
- J
- K
- L
- M
- N
- O
- P
- Q
- R
- S
- T
- U
- V
- W
- X
- Y
- Z

Eastmancolor
procédé de cinéma en couleurs commercialisé en 1951 par Eastman Kodak.
Éclairage
ensemble des dispositifs lumineux permettant la représentation du spectacle ou les prises de vues.
Écran
- surface réfléchissante, plus ou moins directive, sur laquelle est projetée une image fixe (diapositive) ou animée (cinéma). L'écran dit « transonore », perforé ou tissé, permet de laisser passer le son des baffles installés derrière sa surface.
- par extension, surface de diffusion d'une image électronique (écran de télévision, d'ordinateur). Le « grand écran » : le cinéma, le « petit écran » : la télévision.
Effets
utilisation de techniques diverses pour traiter le visuel ou le son et leur donner l'aspect recherché.
Effet Koulechov
Effet spécifique du montage, par lequel les spectateurs tirent plus de sens de l'interaction d'un plan avec un autre plan auquel il est associé, que d'un plan isolé.
Effet Schüfftan
Effet spécial argentique inventée par Eugen Schüfftan. Il permet, grâce à un jeu de miroirs inclinés, de mélanger dans une même prise de vues, des décors de taille réelle et des maquettes, donnant ainsi l'illusion d'un décor continu. Cette technique a été abondamment utilisée dans les films fantastiques, ainsi que dans les films expressionnistes.
Effets spéciaux
Terme employé pour le tournage uniquement : ce sont les astuces, les machineries, les accessoires trafiqués mis en action lors du tournage d'un plan. Ce sont par exemple, les ventilateurs qui donnent le vent, la pluie produite artificiellement, les éclairs, les vagues dans une scène maritime faite en studio, les fumées, les variations de lumières en studio dans une voiture censée rouler, les flammes d'un incendie, les secousses d'une poursuite en voiture filmée en studio, et toute chose confiée à un spécialiste (les fausses armes sont des effets spéciaux particuliers) pour donner l'illusion de la réalité au tournage (contrairement aux truquages qui sont effectués en laboratoire après les prises de vues).
Elemack
marque italienne de dolly. Support de caméra permettant le déplacement sur un sol uniforme.
Ellipse
- figure de style au niveau du scénario, c'est un saut temporel dans la narration (ellipse temporelle).
- figure de style au niveau de la réalisation (tournage ou montage), c'est un déplacement subit dans l'espace d'un même décor (ellipse spatiale). L'ellipse spatiale peut être perçue comme un « faux raccord » selon certaines règles scolastiques. (en anglais : jump cut)
Empâtage
en cinéma argentique, procédé de développement de la piste sonore optique sur les films positifs.
Enchaîné
abréviation de « fondu enchaîné » ou « fondus enchaînés ». (voir fondu)
Enregistreur
appareil d'enregistrement et de lecture (image ou son).
Enchaînement
procédé de postproduction. Transition entre les plans, par opposition au montage cut: fondus, volets… (voir fondu et volet)
Ensemblier
technicien de la branche décoration responsable de l'ameublement d'un décor.
Entrée de champ
lorsque le ou les comédiens pénètrent dans le champ de la caméra après avoir été hors-champ (voir ce terme), équivalent de l'entrée de scène au théâtre.
Équipe
ensemble des techniciens et artistes participant à la production d'un spectacle.
Étalonnage
procédé de postproduction de réglage des teintes et densités des images, en raccord de plan à plan. Étalonnage traditionnel : photochimique. Étalonnage numérique : sur station informatique. Il est réalisé par l'étalonneur, sous les directives du directeur de la photographie et du réalisateur.
Étalonneur
technicien de laboratoire ou de postproduction responsable de l'étalonnage des plans.
Exclusivité (cinéma)
primeur des nouveaux films accordés à certains cinémas de grandes villes, des années 1920 à 1970, lorsque les copies étaient coûteuses et donc rares. Ce système est mis à mal par le lancement des sorties nationales simultanées et l'arrivée des complexes multi-salles.
Exploitant de salle de cinéma
propriétaire ou responsable de salle de cinéma. Indépendant ou membre d'un réseau.
Extreme close up
Très Gros Plan (TGP). (Voir Échelle des plans)
Extreme long shot
plan général (de l'action). (Voir Échelle des plans)

### F
- Haut – A
- B
- C
- D
- E
- F
- G
- H
- I
- J
- K
- L
- M
- N
- O
- P
- Q
- R
- S
- T
- U
- V
- W
- X
- Y
- Z

Fade
fade in ou fade out, termes anglais pour « fondu ».
Fausse teinte
variation de l'ensoleillement pendant une prise de vues. Typiquement lorsque le soleil est masqué par un nuage. Entraîne un problème de raccord chromatique.
Faux raccord
Défaut de continuité apparente entre tous les éléments d'un plan par rapport au précédent et au suivant, qui peut provoquer une interrogation ou une incompréhension du public. Certains cinéastes (comme Jean-Luc Godard) estiment qu'un faux-raccord peut être une figure de style.
Fauteuil de réalisateur
type de fauteuil pliable destiné à recevoir les réalisateurs de films et metteurs en scène de cinéma, ainsi que les principaux comédiens. Ces fauteuils, portant le nom des personnes concernées, sont prévus pour éviter la fatigue dommageable que peut provoquer la multiplication des stations debout durant les nombreuses attentes de mises au point techniques.
Feature film
film principal long-métrage (d'une durée supérieure à une heure en France, de 40 minutes aux États-Unis), lorsque les séances comprenaient une première partie.
FEMIS
Fondation européenne pour les métiers de l'image et du son, une des écoles de cinéma.
Fenêtre
partie du couloir où défile le film vierge pour y être impressionné par le faisceau lumineux de l'objectif (foyer), et dont les dimensions sont déterminées par le format de la pellicule ou le procédé optique utilisé.
Festival de cinéma
voir Liste de festivals de cinéma, et entre autres festival de Cannes
Feuille de service
tableau de service quotidien pour les équipes artistiques et techniques de la production d'un film. Elle comporte notamment l'adresse des décors, la liste des comédiens prévus et de leur costume, les horaires de préparation, de maquillage, de tournage, ainsi que les numéros de plans ou de séquences à tourner.
FIAF
Fédération internationale des archives du film
FIAPF
Fédération internationale des associations des producteurs de films
Fil à fil
tirage d'un extrait d'une bobine de film argentique. Signalé par un fil (genre fil de cuisine) noué dans les perforations, pour le début de l'extrait à tirer et de deux fils pour la fin.
Filage
incident de prise de vues dû à une perte de synchronisation entre l'obturateur à disque ou à guillotine et le mouvement intermittent d'entraînement du film, se traduisant par une image étalée verticalement et à peu près illisible. La résorption de la boucle formée par la pellicule avant et après son passage dans le couloir de prise de vues est le plus souvent à l'origine de cet incident qui va endommager les perforations et se terminer par la rupture de la pellicule ou par un bourrage (voir ce terme).
Filé
- effet volontaire de panoramique ultra-rapide (on dit aussi fouetté), donnant une image manquant de définition spatiale, mais procurant une intense impression de vitesse. Un panoramique filé peut être un effet spécial qui permet de construire au montage un plan impossible à tourner : par exemple, suivre un couteau lancé par un comédien, et arrêter le panoramique à l'endroit exact où l'arme s'est plantée. C'est le croisement de deux panoramiques filés contraires, le second étant filmé en marche arrière à partir de l'arme déjà plantée sur sa cible.
- peut aussi désigner l'effet obtenu en prise de vues à des temps de pose inférieurs au 1/48ème de seconde, par ouverture volontaire de l'obturateur à disque selon un angle supérieur à 180°, et donnant une image manquant de définition temporelle.
Fill in light ou Fill light
lumière complémentaire, ou de débouchage ou de remplissage, créant les contrastes avec la lumière principale.
Film
- support souple, translucide ou non, recouvert ou non d'un produit photosensible ou ferrique.
- histoire : C'est Thomas Edison qui, le premier, adopte ce mot anglais pour désigner une œuvre de cinéma.
Film flamme ou film flam
film souple en nitrate de cellulose, conçu et mis au point par John Carbutt en 1887, et commercialisé en 1888 par l'industriel George Eastman (futur Kodak), qui a permis l'invention du cinéma en 1891. Facilement inflammable, et parfois spontanément., voire explosif. Remplacé en 1938 par le support en triacétate de cellulose, ininflammable, il était encore utilisé en 1950, avant son interdiction. Les films flamme sont conservés en dehors des agglomérations, du fait de leur dangerosité, dans des cellules isolées en béton. En France, les cinémathèques flamme sont installées en dehors de Paris dans d'anciens forts militaires désaffectés (Ivry, Saint Cyr). Les incidents ne sont pas rares, entraînant la disparition des originaux dont on dispose heureusement de copies sur support non-flam ou numériques.
Filmographie
ensemble des œuvres cinématographiques d'un réalisateur, d'un acteur ou d'un technicien.
Filtre
dioptre plan ou lame à faces parallèles, traité dans la masse ou comprenant dans sa construction un élément et modifiant la qualité ou la quantité de lumière le traversant et conçu pour être placé devant l'objectif de prise de vues. Filtre neutre, filtre coloré, filtre de conversion de température de couleur, filtre de correction de couleur, filtre diffuseur, filtre polarisant, filtre d'effet… Rigide, il doit couvrir les dimensions de l'objectif.
Fisheye
objectif photographique de très courte focale ne couvrant pas toujours le format de prise de vues et formant dans ce cas une image ronde, ou du moins avec un fort vignetage.
Flare
mot anglais (prononcé flair), lumière parasite entrant dans l'objectif, le plus souvent de côté, qui provoque un effet de halo, de « flashage » en principe non désiré mais parfois choisi au montage.
Flashage
opération consistant à exposer la pellicule à une dose uniforme de lumière avant le développement pour en diminuer le contraste ou pour obtenir des effets colorés. Cette opération peut être effectuée en laboratoire ou à la prise de vues grâce à un système optique placé devant l'objectif.
Flashback
en français « retour en arrière », séquence ou ensemble de séquences montrant une action qui s'est déroulée dans le passé par rapport au récit principal, auquel généralement on revient après le flash-back.
Flashforward
en français « saut en avant », ellipse temporelle suivie d'un retour au temps principal de l'action.
Focale
voir distance focale. Optique : caractéristique d'un objectif déterminant, pour un format donné, le champ couvert par le cadrage.
Focus
terme anglais pour le point (foyer). Focus puller, le premier-assistant cadreur (caméraman), surnommé « pointeur » en français.
Fond Bleu, fond vert, fond blanc, fond noir
accessoires de truquage : le jeu des comédiens devant l'un de ces fonds permet de les mêler à plusieurs éléments filmés séparément (décor, accessoires, personnages immatériels) et assemblés en postproduction pour obtenir une image composite. Ou immédiatement si le procédé utilisé est la vidéo (par incrustation). (Voir aussi « composite » et « dunning »)
Fondu
- fondu d'ouverture : apparition d'un plan dont les premiers photogrammes, d'abord noirs, s'éclairent progressivement pour atteindre leur niveau de luminosité normale. Exemple : Fondu d'ouverture de 3 secondes.
- fondu d'ouverture au blanc : apparition d'un plan dont les premiers photogrammes sont blancs, surexposés, puis s'assombrissent progressivement pour atteindre leur niveau de luminosité normale. Exemple : Fondu d'ouverture au blanc de 8 secondes.
- fondu de fermeture ou fondu au noir : disparition d'un plan dont les derniers photogrammes s'assombrissent progressivement pour atteindre le noir complet. Exemple : Fondu de fermeture de 20 secondes.
- fondu de fermeture ou fondu au blanc : disparition d'un plan dont les derniers photogrammes se surexposent progressivement pour atteindre le blanc complet. Exemple : Fondu de fermeture au blanc de 5 secondes.
Ces fondus sont utilisés comme transition d'un plan à un autre. Exemple : fondu de fermeture du plan 124, fondu d'ouverture du plan 125. Ou pour ouvrir un film, ou une séquence, et au contraire pour les fermer. Également pour terminer le film avant l'apparition du générique de fin sur cartons noirs.
Fondu enchaîné
technique de transition progressive entre deux plans, par la diminution de la luminosité du premier jusqu'au noir et par l'augmentation de la luminosité du second. Les deux images se « croisent » par surimpression.
Format de pellicule
désigne communément la largeur de la pellicule argentique. Chaque type d'émulsion peut être décliné en 16 mm, 35 mm, 70 mm, et bien d'autres formats.
Format de projection
(ou format d'image) : ratio de l'image, calculé ainsi : ratio = largeur/hauteur. Les principaux formats sont 1.37, 1.66, 1.85, et 2.35.
Foyer
point de convergence des rayons lumineux.
Frame
mot anglais, en français « image » ou, plus adapté au cinéma : « photogramme ». Un film se déroule à la cadence normalisée de 24 photogrammes par seconde (en anglais : frames per second) en salle, et de 25 photogrammes par seconde lors du passage à la télévision (à cause des 50 Hz du réseau électrique). En vidéo, désigne l'image de deux trames entrelacées, la trame (de lignes paires ou impaires) étant désignée par le mot field en anglais.
Fréquence pilote
signal de référence de fréquence.
Full shot
équivalent à long shot ou wide shot : plan général ou plan d'ensemble. (Voir échelle des plans)

### G
- Haut – A
- B
- C
- D
- E
- F
- G
- H
- I
- J
- K
- L
- M
- N
- O
- P
- Q
- R
- S
- T
- U
- V
- W
- X
- Y
- Z

Gaffer
chef technicien lumière en anglais. En français, « chef électricien » et familièrement : « chef électro ».
Galet
pièce mécanique généralement cylindrique, non dentée, destinée à conduire la pellicule selon le schéma de chargement de la caméra ou de l'appareil de projection, et d'assurer son bon déroulement.
Galette
- en projection argentique : bobine de pellicule montée sur un simple noyau (autrefois en bois, puis métallique et enfin en plastique) sans flasques pour la maintenir. La galette, ou bobine, contient 1 000 pieds (environ 300 mètres) de pellicule, soit, en 35 mm, une dizaine de minutes à 24 images par seconde, et moins de quinze minutes à 16 images par seconde. La bobine caractérisait la présentation d'un film jusqu'à l'invention du support de sécurité ininflammable. Un film de long-métrage sonore comptait en moyenne 6 à 12 bobines ou galettes. Dans les débuts du cinéma, les films se résumaient aux tirages positifs des négatifs originaux, soit des « bobineaux » de 15 à 20 mètres, d'une durée de moins d'une minute. Pour réduire les opérations de chargement des deux appareils qui se relaient pour projeter un film, les galettes sont passées à 600 mètres en 35 mm, et la multiplication des salles dans un seul cinéma a imposé les dérouleurs de galette à l'horizontale (plateau dit « sans-fin »), ou à la verticale, sur carters à flasques métalliques. La contenance de ces procédés va jusqu'à 6 500 mètres, soit 4 heures de projection ininterrompue.
- en prise de vues cinématographique : bobine de pellicule vierge montée sur un simple noyau, destinée à alimenter le magasin d'une caméra, disponible en 60, 120, 300 et même 600 mètres.
Gamma
ou « facteur de contraste » ou « contraste photographique ».
Gélatine
- mélange gélatineux, réalisé généralement à l'aide d'os de porc broyés, utilisé comme substrat pour les émulsions photographiques. Par extension, mélange de la gélatine proprement dite et des différents composants des émulsions photosensibles, en particulier des halogénures d'argent et couché sur le support du film photographique.
- films en polyester transparent, généralement teinté dans la masse, que l'on place devant les projecteurs pour en modifier les caractéristiques lumineuses. Gélatines de densité neutre, de correction de couleur, de conversion de température de couleur, d'effets… Souples, elles se coupent facilement aux dimensions souhaitées et ont une bonne résistance thermique. Les diffusions (en tulle ou papier calque) ne sont pas à proprement parler des gélatines.
Gendaigeki
(ou Gendai-geki) terme désignant l'un des deux grands genres dans le cinéma japonais, dont l'action se déroule dans une époque contemporaine,. Opposé au genre jidai-geki.
Génération
copie d'un élément.
- en argentique, la perte de définition et les aberrations chromatiques limitent le nombre de générations. Dès la première copie, les différences sont visibles pour un œil aguerri entre l'élément original (négatif) et l'internégatif par exemple. À partir de la troisième, la différence est visible pour le grand public. Certains trucages par cache/contre-cache allaient jusqu'à sept générations (plans des mouettes descendant vers Bodega Bay dans Les Oiseaux).
- En numérique, le nombre de générations est en principe illimité et permet l'accumulation des détails composant un plan.
Générique
recense l'ensemble des personnes physiques ou morales qui ont participé à la création d'une œuvre cinématographique et présente leurs noms au début ou à la fin du film.
Genre
voir genres cinématographiques.
La Géode
salle de cinéma française située dans le 19e arrondissement de Paris, en forme de géode, projetant des films en IMAX.
Girafe
support de micro, offrant un déport de grande longueur, réglable, permettant d'approcher le micro des comédiens, sans risquer d'entrer dans le champ de la caméra. Muni parfois de roulettes pour un usage commode en studio. (voir perche)
Gonflage
tirage par agrandissement (optique ou numérique). On gonfle par exemple un négatif Super 16 en positif 35 mm.
Grand angle
objectifs dont la distance focale est inférieure au tirage mécanique. Il s'agit le plus souvent d'objectifs dont l'angle de champ est évasé (focales courtes ou grand angulaire), voire très évasé. Les courtes focales déforment les perspectives, étirant le sujet dans la profondeur, accélérant et amplifiant par exemple un mouvement frontal. En revanche, ils ralentissent la vitesse d'un sujet filmé latéralement en panoramique. (voir fisheye)
Granulation
aspect quantitatif et qualitatif de la présence de grain dans une image photochimique.
Groupiste ou groupmanélectricien éclairagiste spécialisé dans l'exploitation d'un groupe électrogène.
Grue
support de caméra, à parallélogramme compensé par des masses, ou système de vérins hydrauliques, qui permet l'élévation de la caméra au-dessus d'un décor ou d'un groupe de comédiens qu'elle peut ainsi survoler dans un « mouvement de grue » horizontal ou au contraire s'en approcher ou s'en éloigner par abaissement ou soulèvement. La grue porte la caméra et son opérateur, souvent son pointeur, et parfois le réalisateur. Son poids et en conséquence sa manipulation onéreuse nécessitent un grand nombre de machinistes, et la Louma (voir ce mot), et autres bras de caméra télécommandée, ont aujourd'hui pris sa place.
Gueuse
Terme de machinerie. Masse de fer de 5 kg à 10 kg, utilisée pour « gueuser » un pied de feuille de décor, un pied de projecteur ou un support de « drapeau », pour l'empêcher de tomber au passage d'un comédien ou d'un technicien, ou sous l'action du vent.
Gyroscopique
système stabilisateur permettant les prises de vues en environnement instable, pour conserver l'horizon sur un bateau, par exemple.

### H
- Haut – A
- B
- C
- D
- E
- F
- G
- H
- I
- J
- K
- L
- M
- N
- O
- P
- Q
- R
- S
- T
- U
- V
- W
- X
- Y
- Z

Heimatfilm
films de genre portant sur une histoire pittoresque et mettant en scène la campagne reculée et des gens simples.
High key
désigne une lumière principale de forte intensité.
HMI
type d'ampoule à décharge dont la température de couleur est proche de celui de la lumière du jour, avec un IRC supérieur à 90, et dont le rendement lumineux est environ cinq fois supérieur à celui des ampoules halogènes.
Hollywood
quartier de Los Angeles, Californie, où sont regroupés les principales compagnies de production, appelées majors, leurs studios et divers prestataires de l'industrie du cinéma.
Hors-cadre
L'opérateur de prises de vues, dans son viseur en 2D, voit (cadré) ou ne voit pas (hors-cadre), tel ou tel détail de la scène qu'il enregistre en plan fixe ou en mouvement. Un objet ou un personnage qui serait hors-cadre alors que le réalisateur a recommandé qu'il soit bien à l'intérieur du cadre, oblige à recommencer la prise en l'incluant cette fois dans le cadre. Les viseurs des caméras comportent une zone hors-cadre, délimitée par un filet gravé, qui permet à l'opérateur de voir arriver d'avance un objet ou un personnage devant faire une « entrée de champ », donc figurer à l'intérieur du périmètre du cadre, et d'anticiper éventuellement un recadrage en fonction de cette entrée de champ. (voir hors-champ)
Hors-champ
- désigne l'espace qui se trouve en dehors du cadre de l'image, ce qui est « en dehors du champ », et qui est le lieu où s'active l'équipe technique (le perchman approche hors-champ, mais le plus près possible des comédiens, son micro qui, s'il entre par inadvertance dans le champ, est aussitôt signalé par le cadreur - Micro! - qui doit interrompre la prise de vues).
- désigne aussi l'espace où se tient un comédien (non visible) qui donne la réplique au comédien filmé, ou qui doit intervenir dans le plan, en entrant au moment voulu dans le champ (voir : entrée de champ), signalé par un repère quelconque du décor filmé, ou par une marque faite au sol.
- hist. : Georges Méliès traçait sur le sol à la peinture blanche les limites du hors-champ pour que ses comédiens amateurs jouent à l'intérieur du champ filmé par sa caméra.
Hyperfocale
distance de mise au point pour laquelle la profondeur de champ s'étend de la moitié de cette distance jusqu'à l'infini. Dépend de la distance focale, de l'ouverture de diaphragme et du cercle de confusion (critère de netteté).
Hypergonar
- dispositif optique complémentaire à lentilles cylindriques, disposé en tête de l'objectif principal, anamorphoseur, inventé par Henri Chrétien en 1926.
- procédé racheté à Henri Chrétien par la Twentieth Century Fox qui l'utilise à partir de 1953 sous l'appellation CinemaScope.
Hypersensibilisation

### I
- Haut – A
- B
- C
- D
- E
- F
- G
- H
- I
- J
- K
- L
- M
- N
- O
- P
- Q
- R
- S
- T
- U
- V
- W
- X
- Y
- Z

Image de synthèse
image fabriquée virtuellement par ordinateur.
IMAX
format de pellicule créé par l'IMAX Corporation au Canada, qui utilise à la prise de vues comme à la projection un film de 70 mm de large qui défile, soit verticalement sur la hauteur de 5 ou 8 perforations, soit horizontalement sur la largeur de 15 perforations (IMAX 15/70). La définition (le « piqué ») du 15/70 est exceptionnelle et sans équivalent. Un écran standard IMAX mesure 22 mètres de long et 16 mètres de haut.
Impression
exposition d'une image, prise de vues. Impressionner : filmer. Impressionné(e) : photogramme (image) obtenu par exposition lumineuse d'une surface photosensible.
Incrustation
procédé de tournage ou de postproduction en vidéo, permettant la génération d'une image composite à partir de prises de vues distinctes. Incrustation d'un fond ou d'un élément. Incrustation avant, incrustation arrière, incrustation par sélection en luminance, en chrominance, sur fond bleu ou vert.
Indice de rendu de couleur
ou IRC : échelle graduée de 0 à 100 permettant de mesurer la qualité spectrale des sources lumineuses.
Infrason
son de très basse fréquence, inaudible (mais éventuellement perceptible) - infra basses.
Ingénieur du son
métier du cinéma, autre appellation du chef-opérateur du son.
Insert
plan inséré dans une action, généralement un plan de détail. Peut préparer le spectateur à anticiper une action. Par exemple, le plan d'un téléphone prévient le spectateur que celui-ci va bientôt sonner.
Intermédiaire ou copie intermédiaire
laboratoire : élément intermédiaire, interpositif pour le tirage d'un internégatif, internégatif pour le tirage des copies de série en cinéma argentique. Peut aussi désigner un élément de fabrication d'un truquage par étapes.
Internégatif
tirage intermédiaire d'un interpositif. Utilisé pour le tirage des copies positives de projection en cinéma argentique.
Interpositif
tirage intermédiaire du négatif étalonné en cinéma argentique.
Intertitre
- dans le cinéma muet : un carton de texte, placé entre deux plans, expliquant la situation, donnant une date, un lieu, un état d'esprit, un fait historique, ou indiquant les paroles que les acteurs viennent de prononcer en muet.
- dans le cinéma sonore, utilisé comme procédé elliptique ou explicatif.
Invention du cinéma
voir histoire du cinéma, kinetoscope, kinétographe, théâtre optique, cinématographe
Inversion
procédé permettant d'obtenir directement un positif à partir d'une émulsion photosensible, par un double développement. Les diapositives sont des émulsions inversibles.
Iris
- en anglais, désigne le diaphragme.
- en français, désigne un effet d'ouverture ou de fermeture du plan par un cercle s'ouvrant ou se fermant sur un fond noir. Ouverture, fermeture à l'iris.

### J
- Haut – A
- B
- C
- D
- E
- F
- G
- H
- I
- J
- K
- L
- M
- N
- O
- P
- Q
- R
- S
- T
- U
- V
- W
- X
- Y
- Z

JCC
Journées cinématographiques de Carthage, festival de cinéma qui se tient tous les deux ans (en alternance avec les Journées théâtrales de Carthage) à Tunis en Tunisie.
Jidaigeki
(ou jidai-geki) terme désignant l'un des deux grands genres dans le cinéma japonais, dont l'action se déroule à une époque ancienne (équivaut au film historique). Opposé au genre gendaigeki.
Jump cut
- dans le cinéma traditionnel américain : erreur de montage provoquant une saute dans l'espace (et dans le temps).
- aujourd'hui : figure de style. En français : ellipse spatiale.

### K
- Haut – A
- B
- C
- D
- E
- F
- G
- H
- I
- J
- K
- L
- M
- N
- O
- P
- Q
- R
- S
- T
- U
- V
- W
- X
- Y
- Z

Kaijū eiga
terme japonais, littéralement « cinéma des monstres ». Genre de films japonais.
Ken geki
genre cinématographique et théâtral japonais de bataille de sabre.
Keycode
système d'identification unique de chaque image argentique consistant en une série de chiffres et de lettres inscrits à intervalles réguliers sur le négatif film. Ce système de codage permet de repérer les plans à l'image exacte recherchée, lors du montage négatif, et toute opération en laboratoire.
Key-light
terme anglais, littéralement « lumière clé ». Lumière principale éclairant le sujet ou l'action. Low key : « faible lumière », high key : « forte lumière ».
Kinemacolor
procédé de colorisation d'un film noir et blanc par l'installation de deux filtres colorés complémentaires (vert et orangé) dans les parties évidées de l'obturateur à disque de la caméra et de l'appareil de projection, mis au point en 1911 par le réalisateur anglais George Albert Smith et l'Américain Charles Urban. La cadence de prise de vues et de projection était portée à 32 images par seconde pour pallier un effet de clignotement. Environ 250 films ont été réalisés selon ce procédé primitif, abandonné en 1922 au profit du Technicolor, plus complet dans son chromatisme.
Kinescopage
procédé permettant d'impressionner une image vidéo sur un support argentique. Beaucoup utilisé pour la conservation des émissions de télévision avant l'arrivée des magnétoscopes.
Kinéscope
appareil de transfert sur film d'un élément vidéo.
Kinétographe, Kinétoscope
inventions de Thomas Edison et de William Kennedy Laurie Dickson en 1891. Procédés d'enregistrement et de visualisation d'images photographiques animées, qui ont enregistré et représenté les premiers films du cinéma. Précurseurs du procédé à une seule machine des frères Lumière.
Kinoton
marque d'appareils de projection argentiques et numériques.
Kodachrome
marque déposée. Procédé de prise de vues inversible en couleur et de développement de la firme Kodak. Introduit en 1935.

### L
- Haut – A
- B
- C
- D
- E
- F
- G
- H
- I
- J
- K
- L
- M
- N
- O
- P
- Q
- R
- S
- T
- U
- V
- W
- X
- Y
- Z

Laboratoire audiovisuel
laboratoire de traitement de pellicules photochimiques et/ou de supports numériques.
Lanterne
dispositif de projection lumineuse. Boite à lumière d'une tireuse, d'un projecteur.
Laquage
produit de durcissement qu'un laboratoire couche sur une pellicule photochimique pour la protéger des rayures.
Lavande
désigne en cinéma argentique un interpositif noir et blanc, du fait de sa dominante colorée (masque) intrinsèque.
Layout
- en dessin animé traditionnel, l'animateur dessine au crayon sur papier calque les positions clés d'un geste du ou des personnages, un dessinateur spécialisé en déduit les différents dessins qu'il faut exécuter sur la base de 24 dessins par seconde. Il peut, grâce à la transparence du calque, vérifier la justesse du mouvement en effeuillant les dessins (comme dans un flip-book). Quand le rendu semble satisfaisant, il peut filmer image par image un test en noir et blanc, et éventuellement apporter encore des modifications. Après, un autre technicien spécialisé, le cleaner, reproduit méticuleusement sur des cellos chaque dessin qu'il trace, les mains gantés, à l'encre de Chine. Il établit ainsi le layout (prononcé léaoute) de l'animation, qui est alors confié aux coloristes. (voir Coloriste)
- en animation numérique, le layout est calculé et dessiné directement par le logiciel d'animation.
Lecteur
appareil de lecture (image ou son) - par opposition à enregistreur.
Lens
lentille ou objectif en anglais.
Lentille
un des éléments qui composent un objectif photographique.
LFE
Low-frequency effects, canal réservé aux basses fréquences dans un système de reproduction multicanal.
Lily
charte de référence, présentant généralement un gris neutre à 18 % et une échelle de gris de coefficient de réflexion allant de 2,5 % à 80 %, en progression géométrique de raison 2 et servant de référence au laboratoire pour l'étalonnage.
Location
anglais pour « lieu ». Extérieur naturel, par opposition au décor de studio. On location : tournage en extérieur ou en décor naturels.
Looping
anglicisme pour « boucle » (loop). Procédé de montage vidéo ou numérique consistant à reproduire le même plan plusieurs fois de suite, et plus spécialement les derniers photogrammes.
Louma
marque déposée de la société Loumasystems. Système léger de support de caméra, conçu par Lavalou et Masseron, qui permet un « mouvement de grue » (voir ce terme), avec une intervention humaine au sol par télécommande (et non portée comme dans les grues traditionnelles à plate-forme) à partir d'un contrôle sur écran vidéo, permettant de provoquer aussi bien des mouvements de caméra-mouvements de la caméra que des réglages (diaphragme, point) à distance. D'autres marques ont développé des modèles concurrents.
Lumen
unité de flux lumineux.
Lumière artificielle
ou tungstène : lumière dont la température de couleur est calibrée à 3 200 K, par opposition à la lumière du jour, calibrée à 5 400 à6100 K.
Lumière d'ambiance
lumière générale éclairant l'action.
Lumière incidente
lumière éclairant la scène. Cellule à lumière incidente : mesure directement cette lumière. Par opposition à cellule à lumière réfléchie, mesurant la lumière renvoyée par l'objet éclairé.
Lumière naturelle ou lumière du jour
lumière dont la température de couleur est par référence établie à 5 500 K, par opposition à la lumière artificielle. En anglais, daylight.
Luminance
grandeur caractéristique de la quantité de lumière réfléchie par un objet ou émanant d'une source de lumière étendue.
Lumination
quantité totale de lumière reçue par une émulsion photosensible pendant le temps d'exposition. Produit de l'éclairement par le temps d'exposition.
Lux
unité internationale de l'éclairement. Équivalent à 0,98 bougie. Est égal au rapport du flux lumineux reçu par la surface éclairée.

### M
- Haut – A
- B
- C
- D
- E
- F
- G
- H
- I
- J
- K
- L
- M
- N
- O
- P
- Q
- R
- S
- T
- U
- V
- W
- X
- Y
- Z

MacGuffin
prétexte au développement d'un scénario. C'est souvent un objet matériel avec une description vague et peu importante. Le principe existait depuis longtemps mais l'expression est attribuée à Alfred Hitchcock qui l'a beaucoup employé.
Machine fumigène
ou « machine à fumée », « machine à brouillard », parfois appelée « canon à fumée ». Désigne un dispositif produisant une vapeur épaisse simulant de la fumée ou du brouillard.
Machinerie
métier et ensemble des techniques permettant d'assurer les supports mécaniques de la caméra (trépied, travelling, etc) et parfois des éclairages (hissés sur « praticables ») au cours du tournage.
Machiniste
familièrement : « machino ». Technicien spécialisé, s'occupe de tout ce qui est « machinerie », par exemple assembler les rails du travelling, mettre en place la caméra, « guinder » (installer en hauteur, fixer) une « gamelle » (projecteur) au-dessus d'un « pratos » (praticable), etc. (en anglais : grip ou rigger)
Macrocinématographie
filmer de très près (en général à une distance inférieure à 30 cm), souvent des sujets de petite taille. (Voir aussi macrophotographie)
Magasin (caméra)
partie amovible d'une caméra argentique permettant de stocker la pellicule de prise de vues avant et après exposition. Leur capacité est en général de 305 mètres (1 000 pieds) et 122 mètres (400 pieds), soit respectivement environ 10 et 4 minutes à 24 images par seconde en prise de vues 35 mm. Son entretien et son chargement/déchargement sont confiés traditionnellement, dans une équipe de long-métrage, au second assistant-opérateur.
Magnétoscope
appareil électronique destiné à l'enregistrement ou la lecture sur une bande magnétique d'un signal vidéo et du son associé.
Magoptique ou magoptic
copies comportant les deux procédés de lecture sonore : piste optique (mono) et pistes magnétiques (stéréo).
Major companies
grandes sociétés de production hollywoodiennes.
Mama ou Mamma
familièrement : dispositif de toile ou de tulle, destiné à atténuer le flux d'un projecteur devant lequel il est placé.
Marche arrière
La marche arrière est un trucage ou truquage, obtenu autrefois directement à la prise de vues sur pellicule photosensible, obtenu aujourd’hui à la demande sur fichier numérique, exécutée parfois sur pellicule photosensible grâce à une machine optique à truquer (en France, la Truca), trucage dont l’effet produit au visionnage est une inversion, photogramme après photogramme, du sens de déroulement d’une action filmée.
Marron
en cinéma argentique, à partir d'un négatif noir et blanc on tire un positif spécial, à faible contraste (de couleur brunâtre), qui donne un contretype du négatif, permettant de tirer des copies sans exposer le négatif original aux risques liés au tirage en série.
Masque
- dominante colorée apportée à la fabrication d'un film photosensible.
- élément de truquage en postproduction traditionnelle.
Master
- forme finale d'une œuvre audiovisuelle réunissant l'image et le son, laquelle servira de source aux duplications (copies).
- appareil enregistreur ou lecteur informatique qui contrôle des « esclaves » (slaves), d'autres appareils identiques pilotés par lui.
Matrice
équivalent de master, ou internégatif, servant aux duplications ou aux truquages. Ou un des éléments du master : par exemple, les quatre matrices du procédé Technicolor d'origine.
Matte painting
cache peint sur une plaque de verre interposée entre la caméra et le sujet réel filmé; c'est un effet spécial utilisé au cours du tournage pour transformer le décor existant ou lui ajouter un élément.
Matte box
pare-soleil muni de porte-filtres.
Medium close shot
plan mi-moyen ou plan rapproché (dit plan « poitrine ») en anglais. (voir échelle des plans)
Medium long shot
plan moyen ou plan de demi-ensemble en anglais. (voir échelle des plans)
Medium shot
plan mi-moyen ou plan américain en anglais.
Métrage
longueur de pellicule d'un film fini ou de tous les négatifs utilisés lors de son tournage.
Metteur en scène
(voir réalisateur, métiers du cinéma)
Minutage
durée définitive du film terminé. Avant le tournage, la scripte chronomètre et prévoit la durée du scénario. Au tournage, elle décompte chaque jour le nombre de « minutes utiles » tournées.
Miroir froid
Mitchell
la plus célèbre caméra argentique au format 35 mm du cinéma américain dans les années 1920 et plus (modèles primitifs A et B, et surtout la Mitchell NC), puis dans les années 1930 à 1970 (Mitchell BNC, modèle insonorisé), puis Mitchell BNCR, modèle à visée reflex. Appareil de prise de vues utilisé dans le monde entier.
Mixage
dernière étape de la postproduction, consiste à réaliser le mélange final de la bande sonore aux formats d'exploitation désirés.
Mixeur
métier qui consiste à finaliser le mixage.
Monochromatique
se dit d'une source de lumière qui n'émet qu'une seule longueur d'onde (ex: laser).
Monochrome
image noir et blanc ou teintée d'une seule couleur.
Monopack
Montage
opération majeure de la postproduction, assemblage des séquences et des plans les uns à la suite des autres, élaboration des raccords et du rythme.
Montage négatif
en 100% argentique, montage du négatif original selon la copie de travail acceptée par la production. La qualité des soudures (appelées faussement « collures ») est essentielle dans cette phase de finition, finesse et solidité priment. Le 100% numérique rend cette opération obsolète.
Monteur
assure l'assemblage des séquences et des plans d'un film. (voir métiers du cinéma)
Moskva
caméra russe proche de la caméra Mitchell BNC.
« Moteur ! »
expression utilisée traditionnellement pour demander que les techniciens concernés mettent en fonctionnement caméra et enregistreur du son. La réponse usuelle est « ça tourne », énoncée par le preneur de son, suivie de « annonce! », lancée par le cadreur, auquel un assistant ou un machiniste répond en présentant le clap et en faisant l'annonce sonore. Enfin, le réalisateur invite les comédiens à jouer par « action ». En fin de plan, le réalisateur demande l'arrêt des appareils avec « coupez!, ou coupe!, ou cut! ».
Motion control
mot anglais pour désigner un système intégré comportant une caméra et son support mobile, entièrement motorisés sous contrôle d'un ordinateur qui peut enregistrer les paramètres d'une répétition sous contrôle humain, et les reproduire à l'exacte réplique. L'ordinateur peut également coordonner plusieurs prises de vues exécutant le même mouvement de caméra, exécutées à des cadences différentes (permettant des expositions plus longues avec moins de lumière) ou à des échelles différentes (permettant par exemple d'assembler des personnages nains avec des géants dans le même plan en mouvement).
Motion picture ou movies
« film de cinéma » en anglais (littéralement : « image en mouvement »).
Movietone
marque déposée : premier système d'enregistrement du son sur pellicule argentique, dit à densité variable (voir « densité »), expérimenté avec succès en 1927 par la Fox Film Corporation, mais remplacé par un système plus performant, l'enregistrement à densité fixe, le Photophone (marque déposée), lancé par Radio Corporation of America la même année.
Moviola
marque déposée : machine de montage, inventée en 1924 par l'Américain Iwan Serrurier, d'origine hollandaise, fabriquée par une des premières sociétés à présenter ce type de matériel, la Moviola Company.
MPA
Motion Picture Association.
MPAA
Motion Picture Association of America.
MPPDA
Motion Picture Producers and Distributors of America.
MPPC
Motion Picture Production Code.
Muet
(voir cinéma muet)
Multi-images
écran présentant plusieurs images différentes en même temps (en anglais et couramment en français : split screen.

### N
- Haut – A
- B
- C
- D
- E
- F
- G
- H
- I
- J
- K
- L
- M
- N
- O
- P
- Q
- R
- S
- T
- U
- V
- W
- X
- Y
- Z

Négatif
- film photographique photosensible, donnant après développement une image dont les valeurs de luminance et de chrominance sont inversées par rapport au sujet filmé.
- traitement numérique d'un plan pour inverser ses valeurs de luminance et de chrominance.
Néon
gaz utilisé dans certains tubes fluorescents. Terme parfois utilisé abusivement pour désigner l'ensemble des tubes fluorescents.
NFB
National Film Board of Canada : Office national du film du Canada (ONF), en anglais.
Night for night shooting
tournage de nuit d'une séquence de nuit. Par opposition à day for night shooting (en français : nuit américaine).
Nuit américaine
tournage d'une séquence de nuit en plein jour, pour éviter le surcoût d'un tournage de nuit, en jouant sur l'exposition (diaphragme) et en plaçant des filtres colorés devant l'objectif : rouge ou vert pour les films en noir et blanc, bleu soutenu pour les films en couleurs.
Numérique
ensemble des techniques de traitement informatique des images et des sons, par opposition à analogique (magnétique) ou traditionnel (photochimique ou argentique).

### O
- Haut – A
- B
- C
- D
- E
- F
- G
- H
- I
- J
- K
- L
- M
- N
- O
- P
- Q
- R
- S
- T
- U
- V
- W
- X
- Y
- Z

Objectif
système optique de prise de vues construit à partir de lentilles optiques. Donne une image « objective », non interprétée (à la différence du dessin ou de la peinture) d'un objet réel.
Obturateur
mécanisme d'une caméra argentique permettant d'interrompre le faisceau lumineux issu de l'objectif, afin de préserver l'émulsion photosensible où vient d'être impressionné un photogramme, quand la pellicule se déplace d'un pas pour se préparer à recevoir le photogramme suivant. L'obturateur type est un demi-disque en rotation. Certaines caméras possèdent à la place un obturateur à guillotine, entraîné par la même came excentrique que les griffes. Dans l'appareil de projection, l'obturateur rotatif est souvent doublé d'une sécurité incendie qui referme par perte de force centrifuge le secteur ouvert en cas d'arrêt ou de ralentissement anormal du mécanisme, interrompant le faisceau de la lampe à arc, afin de ne pas endommager par la chaleur le film en projection.
Off ou off screen
terme anglophone, souvent adopté en français, désignant ce qui est hors-champ.
ONF
Office national du film du Canada.
Opérateur caméra
technicien chargé de la manipulation de la caméra. (voir cadreur)
Opérateur steadicam
technicien spécialisé dans la manipulation du steadicam.
Orthochromatique
émulsion photosensible noir et blanc des premiers temps du cinéma, ultra-sensible au bleu (d'où les ciels blancs délavés) et peu ou pas sensible au rouge (rendant plus sombres les carnations, notamment)(voir panchromatique).
Ours
montage bout-à-bout des plans et des prises de vues retenues des rushes.
Ouverture en fondu
(voir fondu)
Oxyde de fer

### P
- Haut – A
- B
- C
- D
- E
- F
- G
- H
- I
- J
- K
- L
- M
- N
- O
- P
- Q
- R
- S
- T
- U
- V
- W
- X
- Y
- Z

Panchromatique
se dit d'une émulsion sensible à l'ensemble des longueurs d'onde du spectre de la lumière visible, par rapport aux émulsions orthochromatique ou orthopanchromatique. (voir orthochromatique)
Panoramique
- mouvement de rotation de l'appareil de prise de vues sur l’un ou l’autre de ses axes, à l’horizontal ou à la verticale. La caméra peut être activée sur son axe vertical, de gauche à droite ou inversement, c’est un panoramique horizontal (en anglais pan, the camera is panning). Elle peut être activée sur son axe horizontal, de bas en haut ou inversement, c’est un panoramique vertical (en anglais tilt, the camera is panning and tilting). Les deux types de panoramiques peuvent être combinés.
- format panoramique : ratio largeur de photogramme sur hauteur supérieur à 1,37:1, qui correspond à la recherche d'un rapport d'image plus allongé, influencée par les formats d'anamorphose. Exemple : 1,85:1.
Parallaxe
différence d'axe entre la visée et la prise de vues, sur les appareils (caméras de cinéma et appareils photographiques) non reflex. Cette différence en génère une autre entre les deux images formées sur l'appareil, celle qui est vue par le cadreur à travers le viseur, et celle qui se forme sur le support photosensible. Les deux images ne coïncident pas exactement, et plus le sujet visé est proche de l'appareil, plus cette différence est grande, allant jusqu'à un décadrage total. L'appareil comporte un système de « correction de parallaxe », c'est-à-dire un réglage manuel qui fait pivoter l'axe de la visée à la rencontre du sujet visé, en fonction de la distance qui sépare ce sujet de l'appareil de prise de vues. Cette correction de parallaxe nous est familière, c'est celle que font nos yeux par expérimentation infantile : loucher pour mieux voir un objet que l'on approche de soi.
Participation
- apparition courte d'un comédien réputé dans un rôle secondaire.
- mode de rémunération, en principe, réservé aux artistes, sous forme de pourcentage sur les recettes du film. Aléatoire, cette rémunération ne pourra intervenir que durant l'exploitation du film en salles. Un pactole, quand le film rencontre un succès inattendu.
Pas
distance entre deux photogrammes, ou entre deux perforations consécutives.
Pathé Kok
créé en 1912 par Charles Pathé. Pellicule de 28 mm créée pour concurrencer le format 35 mm. Le Pathé Kok était en diacétate de cellulose, donc ininflammable, contrairement à la pellicule 35 mm en celluloïd, mais se dégradait relativement vite (« vinaigrage »).
Pathé-Color
procédé de coloriage par pochoir, créé par la société Pathé.
Pellicule photographique
film photosensible (filière photochimique).
Perche
accessoire de prise de son permettant le déport du microphone afin de le placer au plus près des sources sonores sans que, ni le microphone, ni son manipulateur ne se trouve dans le champ. Par extension, divers déports utilisés en production. (voir girafe)
Perchiste ou perchman
assistant du chef-opérateur du son, exploite les micros et manipule la perche. En anglais : boom operator.
Perforations
trous réguliers (sprockets en anglais) au bord de la pellicule, permettant son déplacement intermittent à l'aide de griffes ou son déplacement continu ou intermittent à l'aide de roues dentées appelées « débiteurs ». C'est Thomas Edison et son réalisateur William Kennedy Laurie Dickson qui ont inventé les perforations en 1891, qui étaient sensiblement les mêmes que les perforations modernes. Pour ne pas entrer en contrefaçon, les Américains ayant déposé le dessin et le nombre de leurs perforations, Louis Lumière essaya d'imposer la pellicule de ses premiers films, qui comptait une seule perforation ronde par photogramme, de chaque côté de la bande.
Persistance rétinienne
cette caractéristique de la rétine, capable de conserver pendant un temps très court l'empreinte de la lumière qu'elle reçoit, a été fort longtemps considérée comme la seule explication de la perception du mouvement au cinéma. En fait, c'est grâce à la persistance rétinienne que le spectateur ne perçoit pas l'extinction de la lumière, produite par l'obturateur, entre deux images successives.
Perspecta
format de pseudo stéréo pour le cinéma, inventé par Fine Sound Inc en 1954.
Phonographe
marque déposée, devenue nom commun. Appareil de reproduction sonore, d'abord à cylindres gravés, puis à galettes. Utilisé au temps du cinéma muet pour des essais de cinéma sonore.
Photogramme
- image impressionnée d'une pellicule de cinéma (négatif ou positif).
- dans le hall de la salle d'exploitation, et dans la presse, ce ne sont pas des photogrammes agrandis qui servent à la promotion des films. Ce sont des « photos de plateau » (production stills en anglais), prises à cet effet par un « photographe de plateau ».
Photographe de plateau
membre de l'équipe d'un tournage chargé de prendre des photos qui serviront à la promotion du film.
Picture
« image », « photo », ou « film » en anglais.
Pied
unité de longueur anglo-saxonne (foot) valant 30,5 cm. en 35 mm, à la cadence de 24 images par seconde, il y a 18 images dans un pied.
Piétage
repères de distance en pieds, préenregistrés à la fabrication d'une pellicule photosensible, permettant le repérage des photogrammes dans l'opération du montage du négatif.
Piqué
définition, netteté. D'une image, d'un objectif.
Piste sonore
partie de la pellicule située entre l'image et les perforations et portant les informations sonores du film. Pour le cinéma multicanal, il peut y avoir plusieurs pistes sonores : la piste optique (stéréo) les pistes numériques (Dolby Digital et SDDS), la piste de Timecode servant à synchroniser le format DTS.
Pister
Pitch
court résumé, narratif et « accrocheur » d'un projet d'œuvre audiovisuelle. En général à destination d'un producteur cinéma ou télé.
Plan (cinéma)
prise de vues, comprise entre la mise en route de la caméra et son arrêt.
Plan (cadre)
- très gros plan (TGP) : plan très serré d'une partie du corps, le plus souvent une partie du visage.
- gros plan (GP) : montre le visage entier d'un personnage.
- plan rapproché (PR) (cinéma) ou plan poitrine (JT) : coupe un personnage au niveau de la poitrine.
- plan mi-moyen (PMM) (cinéma) ou plan taille (JT) : coupe un personnage à hauteur de la taille.
- plan américain (PA) : coupe un ou deux, ou trois personnages à mi-cuisses.
- plan italien (PI) : coupe un ou deux, ou trois personnage(s) à mi-mollets.
- plan moyen (PM) : permet de voir un ou plusieurs personnages en entier (en pied), avec plus ou moins d'espace autour.
- plan de demi-ensemble (PDE) : permet de voir plusieurs personnages dans une partie de décor.
- plan d'ensemble (PE) : permet de voir plusieurs personnages dans un décor en grande partie présent dans l'image.
- plan général (PG) : permet de découvrir le décor entier d'une action.
Plan de détail, ou insert
équivalent au gros plan, mais sur un objet. (en anglais : cut in)
Plan de coupe
plan de secours, destiné généralement à dissimuler une coupe faite dans le plan principal. Généralement sans lien spatio-temporel direct avec le plan dans lequel il est intercalé, il souligne au contraire la coupe que l'on veut cacher. Très utilisé dans les interviews télévisées (plans de mains, très très gros plan des yeux). (en anglais : cutaway). La coupe franche est préférable.
Plan de travail
document de référence pour la production d'un film. S'établit au fur et à mesure de l'avancement de la préparation. Planification, sous forme de grille, décrivant jour après jour tous les aspects techniques et artistiques du tournage : décor, séquences à tourner, présence des comédiens… Permet de rédiger les feuilles de service quotidiennes distribuées à l'équipe et aux comédiens le soir de chaque journée de tournage.
Plan-séquence
séquence tournée en un seul plan (sans arrêt de la caméra), ou supposée l'être car beaucoup de plans-séquence mémorables sont en fait une succession de plusieurs longs plans reliés par une astuce tirée en général du décor (passage d'une colonne, d'un mur, etc.).
Plan subjectif
Un plan est dit plan subjectif quand la caméra remplace le regard d’un personnage et montre ce qu’il voit, ce qui fait d’elle une caméra subjective. Le spectateur, par la grâce de cette caméra subjective, emprunte ainsi le regard du personnage et s’identifie provisoirement à lui.
Plan sur plan
Le plan sur plan est le résultat de la mise bout à bout de deux plans dont les cadrages sont identiques ou pratiquement identiques, sur le même sujet ou sur un sujet différent, dont le résultat à la projection est une sensation de saut sur place, recherchée par le réalisateur (dans ce cas souvent appelée « coupe franche ») ou produite involontairement et hors de propos. Le terme technique anglais est évocateur : jump cut (coupe sautée).
Plate
- platine. Pièce mécanique en anglais.
- plaque photographique en anglais.
Plateau
- dans un studio de cinéma, hangar couvert où sont construits des décors spécifiques au tournage d'un film, ou de plusieurs films.
- par extension et en provisoire : lieu des prises de vues, quel qu'il soit, y compris en extérieurs.
Pleurage
déformation du son due à des problèmes mécaniques de défilement (de l'enregistreur ou du lecteur) générant des irrégularités de la hauteur (tonalité) du programme. Pleurage, quand la variation est lente, scintillement, quand la variation est rapide.
Plongée
plan où la caméra est placée en hauteur par rapport au sujet filmé, elle plonge sur lui, à l'inverse de la contre-plongée.
Point
faire le point, ou rendre nette une zone de l'image. (en anglais : focus); voir profondeur de champ.
Pointeur
le premier assistant-opérateur chargé de faire le point de la caméra. Se sert d'un décamètre ruban ou d'une visée laser, et tourne directement la bague de mise au point de l'objectif, ou le report mécanique - fixe par engrenages ou flexible - de cette bague, ou la télécommande de cette bague (Louma ou Steadycam), avec ou sans vidéo de contrôle. (en anglais : focus puller)
Polissage
opération destinée à supprimer les rayures (noires) du support souple d'une pellicule usagée.
Posemètre
outil de mesure de la lumière en cinéma argentique. Cellule photosensible permettant de déterminer temps de pose et ouverture de diaphragme pour une quantité de lumière donnée et une sensibilité photographique donnée. Cellule à mesure de la lumière incidente (éclairement), réfléchie (luminance), spotmètre.
Positif
épreuve obtenue par tirage d'un négatif (filière photochimique ou argentique) et qui est destiné au montage ou à la projection.
Postflashage
technique d'insolation utilisée en cinéma argentique dans le processus de développement du film en laboratoire photochimique.
Postproduction
l'ensemble des opérations qui suivent le tournage (production).
Postsynchronisation
réenregistrement synchrone des paroles captées au tournage, pour des raisons techniques ou artistiques.
Praticable
- matériel de tournage : échafaudage en bois ou métallique, permettant de disposer en hauteur la caméra, ou des projecteurs, ou toute chose utile.
- accessoires ou éléments de décor : est caractérisé comme praticable, toute pièce de décor utilisable dans le jeu des acteurs, tout accessoire en état de fonctionner. Exemple : un poulet cuit en carton est « non praticable », un véritable poulet rôti est dit « praticable ». Une porte en trompe-l'œil est « non praticable », une porte que l'on peut ouvrir et fermer est « praticable ».
Préflashage
procédé de prélumination utilisé à la prise de vues.
Prégénérique
début du film, avant générique, servant d'accroche ou de chapeau pour attirer l'attention du spectateur. Souvent une scène d'action.
Projectionniste
technicien d'une salle d'exploitation chargé de la projection du film et de la gestion des films en location.
Prise de son
enregistrement sonore. Est réalisé par l'ingénieur du son ou le chef opérateur du son et son assistant ou perchman.
Prise de vues
ensemble des actions et techniques d'impression des images photographiques animées.
Prisme
dioptre plan, à faces non parallèles. Utilisé dans la construction des visées de caméras.
Producteur
(voir métiers du cinéma)
Production
- société chargée de la fabrication d'un film.
- phase de cette fabrication pendant laquelle sont réalisées les prises de vues et prises de son directes (tournage). Suivie par la postproduction et précédée de la préparation.
Profondeur de champ
zone de netteté en profondeur d'une image, en avant et en arrière du plan de mise au point. L'ampleur de cette zone dépend de l'optique utilisée : plus la focale est courte, plus la profondeur de champ est vaste ; plus la focale est longue, plus la profondeur de champ s'amenuise. Elle dépend aussi de l'éclairement de la scène, et en conséquence de l'ouverture plus ou moins grande du diaphragme : plus le diaphragme est fermé, plus grande est la profondeur de champ ; plus le diaphragme est ouvert, plus restreinte est la profondeur de champ.
Programmation
- cinéma argentique : consiste à planifier la date de la sortie publique d'un film, le nombre de copies à tirer en fonction du nombre de salles prévues. L'opération est délicate, elle consiste à répartir le nombre de copies à diffuser dans un nombre de salles donné.
- cinéma numérique : la programmation numérique est différente et se différencie de plus en plus de ce système archaïque, car les « copies » numériques sont en fait des mémoires passives, plus petites que des copies argentiques. Elles disparaîtront bientôt à leur tour, laissant la place à une totale dématérialisation des films, réduits à des fichiers informatiques diffusés centralement par câble ou par fibre optique.
Projecteur
- Projecteur : dispositif d'éclairage.
- Projecteur : appareil de projection (image et son) de films.
Projection cinématographique
métier et ensemble des techniques de diffusion d'un film sur grand écran, sur supports argentique ou numérique.
Prop ou set prop
termes anglais issus du théâtre Theatrical property qui signifient « meubles ou accessoires décoratifs ». Quand on peut utiliser ces meubles ou accessoires (en français, ils sont dits praticables), on les appelle des hand props.
Pulsée

### Q
- Haut – A
- B
- C
- D
- E
- F
- G
- H
- I
- J
- K
- L
- M
- N
- O
- P
- Q
- R
- S
- T
- U
- V
- W
- X
- Y
- Z

Quadrichromie
procédé de reproduction des couleurs en imprimerie. Basé sur la synthèse soustractive, utilise comme primaires le jaune, le cyan et le magenta auxquelles on ajoute le noir. Le procédé Technicolor utilisait pour le tirage des copies une technique analogue à la quadrichromie de l'imprimerie.
Quartz
minéral utilisé dans les bulbes des ampoules halogènes. Ce minéral est aussi utilisé dans les horloges électroniques permettant la stabilisation de la cadence de prise de vues.
Quartz-iode
type de lampe à incandescence halogène. Enveloppe de quartz et gaz iodures. Équipe en général les projecteurs dits « tungstène ».

### R
- Haut – A
- B
- C
- D
- E
- F
- G
- H
- I
- J
- K
- L
- M
- N
- O
- P
- Q
- R
- S
- T
- U
- V
- W
- X
- Y
- Z

Raccord
- cohérence de contenu entre plusieurs plans successifs. Peut concerner les costumes, le maquillage, les accessoires. C'est le travail du ou de la scripte qui note avec précision, photographies à l'appui, tous les éléments d'un plan ou d'une séquence. Ce souci est une conséquence de l'étalement dans le temps du tournage d'un film, propice à de nombreuses erreurs de détail et d'oublis, et de sa fragmentation en plans qui sont le plus souvent réalisés dans un ordre non chronologique.
- désigne un accessoire, ou un élément de décor, qui vient d'être vu ou utilisé dans un plan et doit l'être dans les plans qui suivent. « Ne mangez pas les gâteaux, ils sont raccord ! ».
- ambiance raccord : voir « silence plateau ».
Ralenti
technique consistant à ralentir le mouvement d'une action. En film argentique, il s'agit au tournage d'augmenter la cadence de prise de vues (par exemple 48 au lieu de 24 images par seconde pour doubler la durée de l'action), le film étant toujours projeté à la cadence standard de 24 images par seconde. Certaines caméras vidéo le permettent (Varicam Panasonic, caméras Phantom, Loupe…). On peut aussi réaliser l'effet en postproduction vidéo, mais cela dégrade la qualité des images, ou en HD pour un excellent rendu. L'inverse est l'accéléré.
Rayon incident
dans le domaine optique, rayon lumineux dirigé vers un point de l'espace.
Réalisateur
(voir métiers du cinéma)
RCA
Radio Corporation of America. (voir aussi RKO Pictures)
Recadrage
- en prise de vues : légère modification d'un cadre fixe afin d'en parfaire la composition, notamment lorsque les comédiens se déplacent légèrement.
- en postproduction : truquage consistant à modifier le cadre ou le cadrage de l'image tournée, tout en conservant son format.
- en projection : ajustement de la position de la pellicule devant la fenêtre de projection, afin de la faire correctement coïncider avec l'axe de projection déterminé par le foyer de la lampe à arc et l'objectif. C'est la mécanique entière, le « chrono », qui se déplace imperceptiblement par rapport à cet axe, sous la commande d'une molette.
Recadrage (vidéo)
Récepteur HF
module électronique de réception de l'onde électromagnétique haute fréquence diffusée par l'émetteur, en général, couplé à un microphone miniaturisé et caché dans le décor ou le costume d'un comédien (voir micro-HF). Le micro sur perche peut lui-même est doté d'un émetteur HF.
Réduction
reproduction dans un format inférieur à celui utilisé au tournage (tant pour l'image que pour le son).
Reflex
se dit d'un dispositif de visée à travers l'objectif, qui se fait grâce à un système de prisme et de miroir.
Régisseur général
technicien de la production responsable de l'organisation pratique et quotidienne du tournage.
Relief
cinéma en relief ou cinéma 3-D, image vue en trois dimensions.
Remake
anglicisme pour désigner une nouvelle version tirée d'un film déjà tourné et sorti quelques années ou quelques dizaines d'années plus tôt, ayant le plus souvent rencontré un succès public. Le scénario est aménagé en fonction des goûts de l'époque du remake et des nouveaux comédiens.
Repérage
- artistique : pendant la préparation, avant tournage, choix des lieux et décors extérieurs devant servir au tournage d'une ou plusieurs séquences.
- régie : en fonction des lieux choisis, la régie détermine et retient les hôtels et les restaurants nécessaires à l'hébergement des personnels artistiques et techniques.
Répétition « mécanique » dite Mécanique
répétition d'une scène, principalement des positions et déplacements des comédiens et des appareils de prise de vues et de prise de sons, déplacements de véhicules, etc. Les comédiens ou leur doublure disent le texte « à l'italienne », sans en traduire l'intention, pour évaluer la rythmique de la scène, avant la première prise.
Repiquage
report (traditionnel) sur une bande magnétique perforée (en général 35 mm) du son enregistré sur le tournage sur bande lisse ou enregistreur numérique.
Retake
en référence à take. Désigne le retournage d'une séquence ou d'un plan déjà tourné, mais manquant à la narration ou insatisfaisant artistiquement ou raté techniquement. Peut être tourné longtemps après que le premier tournage a eu lieu (par exemple, pendant la postproduction).
Retrait
phénomène physique d'altération des caractéristiques mécaniques du film photographique argentique. Le support n'est pas stable, des solvants continuent à s'en dégager au long des années, il se rétracte, toutes ses dimensions diminuent. La gélatine photosensible, elle, est stable et conserve ses dimensions. Il en résulte deux phénomènes : un bombement du film côté émulsion et une diminution du pas de perforation, pouvant rendre le film inexploitable dans son état. On doit alors, si besoin est, en établir un contretype par tirage continu avec recadrage automatique par palpation ou un master numérique avec un logiciel de recadrage automatique.
Révélateur
solution chimique, dont le composant principal est l'hydroquinone, servant au développement photographique.
« Roll'it ! » ou « Roll'em »
anglais pour « Moteur ! »
Rushes
Anglicisme désignant l'ensemble des négatifs impressionnés durant le tournage d'un film, en français « épreuves de tournage ». Désigne spécialement l'ensemble des prises de vues tournées dans la journée, tirées sur positif dans la nuit, et contrôlées le lendemain par les cadres de l'équipe et la production. La scripte note les prises choisies, celles qui sont destinées au montage. Le cinéma numérique utilise le même mot (en anglais, ce sont les dailies, de day, jour, qui soulignent l'apport quotidien de métrage tourné).

### S
- Haut – A
- B
- C
- D
- E
- F
- G
- H
- I
- J
- K
- L
- M
- N
- O
- P
- Q
- R
- S
- T
- U
- V
- W
- X
- Y
- Z

Safety film
pellicule en triacétate de cellulose destinée à la projection cinématographique, ininflammable. La pellicule en nitrate de cellulose, ou celluloïd, dit « film flamme » étant inflammable, la pellicule en acétate de cellulose, ininflammable, se conservant mal (« vinaigrage »).
Salle de cinéma
salle de spectacle destinée à la projection de films cinématographiques, argentiques ou numériques.
Saturation
qualifie l'intensité des couleurs d'une image.
Scénario
dans la partie littéraire de la production des films, document écrit servant de base pour la préparation (préproduction) : découpage technique, storyboard, dépouillement, plan de travail, tous ces documents étant nécessaires au tournage. Dans sa définition stricto sensu, il se confond avec la continuité dialoguée qui permet à tous les corps de métiers de l'équipe de tournage de puiser les informations les concernant.
Scénariste
celui ou ceux qui écrivent le scénario d'un film, à partir d'une idée originale ou d'une œuvre préexistante (roman, nouvelle, pièce de théâtre, remake d'un film ancien).
Scène
deux définitions opposées :
1 - action se déroulant dans une même unité de lieu et de temps, mettant en scène les mêmes personnages. La scène est une division de la séquence ;
2 - action se déroulant en plusieurs lieux, voire en plusieurs temps, mettant en scène plusieurs personnages. La scène est composée de plusieurs séquences.
Screen
écran en anglais.
Screenplay
« scénario » en anglais.
Script
anglicisme : document comportant les différentes actions, les répliques des acteurs, rédigées par le scénariste, et aussi toutes les données techniques nécessaires au tournage, indiquées par le réalisateur et annotées par d'autres techniciens. (voir « découpage technique »)
Scripte ou script
(script-boy ou script-girl en anglais et en jargon angliciste) : technicien de la production, collaborateur du réalisateur, du caméraman, de l'ensemblier, de l'accessoiriste, de l'habilleur, du coiffeur, responsable de la continuité, des raccords de plan à plan et de séquence à séquence, de la cohérence générale du récit et du respect du texte, conformément au script.
Sécurité
lorsqu'un plan est « dans la boîte », une seconde prise de vues correcte est recherchée pour garantir le plan en cas d'avarie du négatif en postproduction. Exigée par les assurances, évite de repartir en tournage. « On la double ! ».
Sélection
dans le cadre d'un festival, ensemble des films choisis pour concourir ou être projetés.
Sensitogramme
échantillon de pellicule impressionné avec une gradation d'intensités lumineuses à pas fixe. Lu par un densitomètre, le sensitogramme permet de tracer la courbe sensitométrique d'une émulsion. Le terme désigne aussi ladite courbe.
Sensitographe
appareil utilisé pour impressionner les sensitogrammes.
Sensitométrie
ensemble des études des caractéristiques photochimiques d'une émulsion photosensible : sensibilité, granularité, acutance, contraste, voile, latitude et dynamique d'exposition, caractéristiques chromatiques…
Séquence
deux définitions opposées :
1- suite de scènes, présentant chacune une unité de lieu liée par le même temps, découpée en plans selon les indications du découpage technique ou de l'improvisation.
2- suite de plans, présentant chacune une unité de lieu et de temps, faisant partie d'une scène (suite de séquences autour d'une même action).
Séquencier
document présentant le découpage par séquences d'un synopsis ou d'un traitement dans l'ordre chronologique. Il constitue une étape vers la rédaction du scénario (continuité dialoguée) (voir « chemin de fer »)
Serrer
- avant la prise de vues : filmer le sujet de plus près, soit en rapprochant la caméra du sujet, soit en montant une optique de plus longue focale, soit en activant le zoom.
- pendant la prise de vues : filmer le sujet en s'approchant de lui par un travelling avant mécanique ou avec un travelling optique (zoom avant).
Short
signifie « court » en anglais. Un short film est un court-métrage en français. En revanche, un very short film est en français un « short », film de très courte durée, généralement des sketches de moins d'une minute, ou d'à peine plus.
Shot
plan, ou prise de vues en anglais.
« Silence ! »
ordre donné par le réalisateur, ou le premier assistant réalisateur, ou le chef de plateau, avant le tournage d'un plan, qui précède l'ordre « Moteur ! », auquel répond le chef opérateur du son « Ça tourne », suivi de la demande du caméraman de présentation du clap « Annonce ! », avec enfin l'invitation du réalisateur aux comédiens « Action ».
Silence plateau
son seul de l'ambiance sonore d'un décor, sans aucune source sonore ajoutée (voix des comédiens par exemple), utilisé en postproduction, au mixage son, appelé plus couramment « ambiance raccord » car le silence enregistré est celui qui entoure chaque plan. La position de la caméra dans un plan, celle du micro, la place des comédiens, génèrent autant d'ambiances raccord destinées à masquer les coupes dans le son. (voir « raccord »)
Silent
signifie « silencieux », « muet » en anglais. Silent film, film muet, Silent films (pluriel), le cinéma muet.
Simplifilm
procédé d'effet spécial, inventé par Achille Dufour, perfectionné par Henri Mahé, consistant à rassembler au tournage dans la même prise de vues des comédiens et une photographie découpée censée économiser la construction d'un décor. La prise de vues se fait à travers une boîte contenant l'image découpée, sur laquelle on fait le point. L'action des comédiens se déroule plus loin, dans l'axe de cette boîte, qui est munie à l'avant d'une lentille qui projette l'image des comédiens en image virtuelle au niveau de la photographie. Les trucages en postproduction ont remplacé le Simplifilm, les trucages numériques ont encore simplifié la manipulation et lui ont pratiquement aboli ses limites.
Single system
système de prise de vues et de prise de son magnétique synchrones, sur une seule pellicule de film (16 mm).
SMPTE
Society of Motion Picture and Television Engineers
SOFICA
Société pour le financement de l'industrie cinématographique et audiovisuelle
Son d'ambiance
son de l'environnement sonore d'un plan, voire d'une prise, sans les dialogues ni les bruits.
Son seul
son enregistré sans l'image, au tournage ou indépendamment du tournage, utilisé au montage son.
Son off
son dont l'origine (ou la source) est hors-champ.
Sonore
voir cinéma sonore.
Sonoriser
ajouter des sons.
Sonothèque
bibliothèque de sons archivés.
Sous-exposée
se dit d'une image trop dense, trop sombre.
Sous-titres
texte disposé en bas de l'écran et comportant les dialogues du film, traduits dans une langue différente de la langue entendue.
Special effects
effets spéciaux en anglais.(abréviation : FX)
Speed
« vitesse » de défilement en anglais.
Split edit
également appelé « J-cut » ou « L-cut », effet de montage consistant à couper le son d'une séquence en cours et à le remplacer pendant quelques secondes par celui de la séquence suivante avant d'en afficher les images. L'effet inverse continue le son de la séquence terminée à la place du début du son de la séquence suivante dont apparaissent les images.
Split screen
effet spécial à la prise de vues, ou trucage en postproduction, où l'écran est divisé en plusieurs images ; en français « écran divisé ».
Spot
« point » en anglais.
- position d'un projecteur focalisable lui donnant les caractéristiques d'une source ponctuelle.
- « flying spot », faisceau réduit à un point lumineux, qui traduit en grains argentiques les pixels d'un fichier numérique. Permet d'enregistrer sur un négatif en pellicule argentique 35 mm ou 70 mm les fichiers d'un film monté et truqué selon des procédés numériques.
- lieu précis d'une action filmée.
Spotmètre
cellule de mesure de la lumière réfléchie sur un degré d'angle.
Standard
ce qui est dans les normes techniques, acceptées par le plus grand nombre au travers de Commissions spécialisées.
- ensemble de paramètres conformes à une norme. Format standard : format reconnu universellement dans la branche considérée (image, son, postproduction, diffusion, exploitation…)
- copie standard : copie prête pour l'exploitation d'un film et satisfaisant aux normes de la projection. (voir CST)
Star
comédien qui n'interprète que des premiers rôles ou des rôles principaux. Icône.
Starlette
francisation de l'anglais starlet ; jeune actrice de cinéma cherchant à devenir une vedette, et jouant notamment de son physique.
Starring
participe présent du verbe anglais to star dans le sens d'« être la vedette » ; se traduit soit par « avec dans le premier rôle », « avec dans le rôle principal », en référence au star-system (le « vedettariat »).
Star-système
anglicisme : méthode publicitaire au cinéma, faisant de certains comédiens des vedettes (stars) aux yeux du grand public qui les adule, suit leur carrière et se presse pour voir leurs films (en anglais the star sustem).
Steadicam
(marque déposée) système stabilisateur de prise de vues en « caméra portée », inventé par Garrett Brown, fonctionnant à base de ressorts compensateurs, qui autonomise l'appareil de prise de vues et le désolidarise des mouvements du corps de l'opérateur qui porte le tout. L'œil même de l'opérateur et son arcade sourcilière, qui reproduisent les tressautements du corps en marche, sont déconnectés de la machine et l'opérateur steadicam utilise pour cadrer un écran vidéo fixé sur le système. Appelé familièrement « steadi ».
Super 8
format de film cinématographique, lancé par Kodak en 1965 pour le cinéma amateur.
Stéréophonie
utilise deux canaux (gauche et droite), à ne pas confondre avec « bi-pistes ».
Stéréoscopie
vision à trois dimensions.
Stock-shot
en français « plan d'archives » ; les stock-shots dont des archives d'images disponibles à la vente pour être insérées dans un film (par exemple images historiques ou de lieux remarquables).
Storyboard
ou « scénarimage », bande dessinée du scénario, dont le but est de donner - aux investisseurs du film, mais aussi à tout responsable d'une équipe - une idée précise des plans prévus au tournage, et de vérifier leur liaison l'un après l'autre. Le scénarimage permet ainsi aux responsables de la décoration de connaître les axes utiles des décors, et de ne pas construire des parties que le découpage du réalisateur ne prévoit pas d'exploiter.
Stroboscope
dispositif d'éclairage à éclats de fréquence régulière.
Studio
plateaux de tournage et leurs annexes, ateliers de construction, d'artisans, bureaux de production, cantine et restaurant regroupés sur un seul site afin de faciliter la fabrication d'un film. Par exemple La Cité du cinéma ou les Pinewood Studios.
Subjectif
se dit d'un plan où la caméra semble être le regard d'un personnage, et qui montre ce qu'il voit. De même, un son est subjectif quand il est censé être ce qu'entend un personnage (et que les autres n'entendent pas).
Supervision musicale
activité d'illustration musicale d'une œuvre artistique (clip vidéo, court-métrage, long métrage, etc) par une ou plusieurs musiques, ainsi que la gestion des droits musicaux qu'elle engendre.
Surimpression
superposition au tournage de plusieurs images sur la même pellicule passant autant de fois dans la caméra, ou en truquage laboratoire, ou vidéo, ou numérique.
Synchrone
bande image et bande(s) son donnant à voir et à entendre en même temps le son et l'image d'une même action, en tout temps de cette action.
Synopsis
résumé du scénario qui décrit les grandes lignes du récit et qui permet de se faire une idée globale du thème, de l'histoire et de l'évolution des personnages. Ne pas confondre le synopsis, qui énumère en quelques pages les séquences principales, du début à la fin, avec le résumé d'un film, qui donne en deux ou trois phrases, ou au plus en une page, l'argument du récit (mis en place du problème à résoudre par les personnages) ou plot en anglais, et qui génère le plus souvent un teaser (ou, comme on dit aussi, en français, une « aguiche ») dont le but est d'appâter le public.
Synthé
incrustation de texte sur une image vidéo.

### T
- Haut – A
- B
- C
- D
- E
- F
- G
- H
- I
- J
- K
- L
- M
- N
- O
- P
- Q
- R
- S
- T
- U
- V
- W
- X
- Y
- Z

Table de montage
(en cinéma argentique) appareil destiné à la mise bout-à-bout, au montage et au visionnage des images et des sons d'un film, manipulé par les monteurs et leurs assistants.
Tachymètre
dispositif affichant la cadence de prise de vues, en images par seconde.
Tambour
support cylindrique en bois ajouré qui permettait de développer, rincer et fixer les bobineaux de pellicule argentique, disposés sur son pourtour sous forme de « pelure d'orange », en tournant d'un mouvement régulier à la surface des différents bains, par souci d'économie (au lieu d'y être plongés, ce qui aurait demandé un volume de produits beaucoup plus important, et donc un surcoût considérable, ces produits à l'air libre devant être renouvelés régulièrement). Grâce à la mise au point de métaux inoxydables, le traitement par tambour a été remplacé par un traitement où la pellicule défile en continu dans d'étroits récipients en verre tout en hauteur, contenant peu de produits et hermétiques. Elle est tirée par la bobine réceptrice, guidée d'un bain à l'autre par des galets, et obligée d'effectuer un parcours en boucles qui la fait séjourner le plus longtemps possible dans chaque bain. Le tambour s'utilise encore en photo argentique, mais en modèle réduit.
Technicolor
marque déposée d'un procédé de cinéma en couleur, basé sur une technique semblable à celle de l'imprimerie trichrome, utilisant trois matrices de pellicule noir et blanc dont la gélatine est durcie après impression, et qui déposent par imbibition sur une pellicule support, l'une après l'autre, les trois couleurs fondamentales, jaune, rouge et bleu-vert (précédées par une matrice en noir et blanc).
Télé
abréviation de télévision.
Télécinéma
procédé permettant le transfert de films argentiques dans un format vidéo ou de les numériser.
Téléfilm
long-métrage de fiction destiné dès sa mise en production à la seule diffusion en télévision.
Téléobjectif
objectifs dont la distance focale est supérieure au tirage mécanique. Il s'agit le plus souvent d'objectifs dont l'angle de champ est faible (focales longues). Les téléobjectifs aplatissent le rendu de l'image, tendent à la compresser en profondeur, ralentissant par exemple un mouvement frontal. En revanche, ils augmentent l'impression de vitesse d'un sujet filmé latéralement en panoramique.
Température de couleur
caractérise la qualité colorée d'une lumière. Température à laquelle on doit élever un corps noir pour obtenir une lumière de même caractéristique. Se mesure en kelvins (symbole : K).
Thermocolorimètre
appareil de mesure de la température de couleur d'une source lumineuse.
Time code
code temporel de référence pour les enregistrements, son et image.
Tirage
opération reproduisant un film négatif sur un film positif, ou sur tout autre intermédiaire.
Tirage contact
tirage argentique effectué en superposant deux films, le négatif et le positif, et en laissant passer une quantité de lumière dosée.
Tirage optique
tirage à travers un système optique, utilisé lorsque les formats ne peuvent pas se superposer (par exemple, le tirage d'un film négatif 16 mm sur un intermédiaire positif 35 mm, appelé « gonflage », pour obtenir un internégatif 35 mm).
Tirage humide ou en immersion
tirage dans un milieu liquide spécial permettant de ne pas reproduire la plupart des rayures qui affectent le support du film que l'on copie.
Tireuse alternative
tireuse dans laquelle le défilement se fait de manière intermittente, comme en caméra film. Par opposition à tireuse continue.
Tournage
ensemble des opérations de prise de vues et de prise de son destinés à la production d'un film.
Transfert 2:2 (2:2 pulldown, en anglais)
procédé permettant de copier un film dont la cadence normale est de 24 images par seconde en le convertissant à la cadence de 25 images par seconde en un signal vidéo PAL ou SECAM à 50 trames par seconde.
Transfert 3:2 (3:2 pulldown, en anglais)
procédé permettant de copier un film dont la cadence normale est de 24 images par seconde en le convertissant à la cadence de 30 images par seconde en un signal vidéo NTSC à 60 trames par seconde.
Traitement
document écrit en général développé à partir du synopsis (ou d'un séquencier), détaillant en plusieurs pages le récit et les articulations dramatiques d'un projet audiovisuel : film, téléfilm, émission.
Transparence
procédé d'effet spécial au tournage, où le décor entier derrière les personnages, ou derrière un élément du décor (fenêtre, porte, vitres d'un moyen de transport), est projeté sur un écran translucide par rétroprojection. (voir Incrustation)
Travelling
en cours de prise de vues, tout déplacement de la caméra installée sur un chariot de travelling ou une dolly, ou tout autre support mobile (Louma, grue, véhicule, trains, avion, ballon, drone, etc).
Travelling optique
nom correct du « zoom », effet donnant l'illusion d'un rapprochement de la caméra par modification de la distance focale. (voir Zoom)
Travelling contrarié ou travelling compensé
(jargon) : Transtrav (marque déposée) : travelling contrarié par un zoom contraire (travelling avant/zoom arrière, et l'inverse), appelé parfois travelling compensé. (voir Zoom contrarié)
Travelling matte
en français : cache mobile. Réserve obtenue par des tirages sur des pellicules orthochromatiques, qui transforment un personnage en silhouette (ombre chinoise) nommée cache mobile puisqu'elle est en mouvement; permet de positionner sur un décor filmé par ailleurs, une réserve vierge où est ensuite impressionnée l'image normale du personnage.
Trichromie
procédé de synthèse des couleurs permettant de reproduire l'ensemble des teintes à partir de trois couleurs primaires.
Triformat
appareil de projection amateur qui pouvait être chargé avec trois formats de pellicule : 8 mm, 9,5 mm et 16 mm. (voir biformat)
Trimmers
Truquage (ou trucage)
* simple : divers procédés employés en postproduction, permettant de modifier l'aspect de tous les photogrammes d'un plan, ou de certains photogrammes. En cinéma argentique, en France, la machine de base était la Truca, une sorte de tireuse de copies qui autorisait les recadrages, les images multiples, la marche arrière, l'arrêt sur image, les volets de toutes les formes, les accélérés, les surimpressions, etc.
* composite : procédés de postproduction permettant de réaliser soit des plans impossibles à obtenir en tournage habituel à cause d'un décor inconstructible ou d'une action utopique ou dangereuse, soit par économie pour obtenir des décors ou des actions qu'il serait trop onéreux de réaliser en vrai.
- en cinéma argentique, les possibilités étaient limitées par la nécessité d'établir plusieurs intermédiaires (contretypes) dont la définition se dégradait rapidement d'un élément à l'autre (voir génération), laissant deviner le trucage. Mais les plans composites argentiques pouvaient comporter plusieurs sources distinctes d'images, rassemblées en une par des machines telles que la Truca.
- en trucage numérique et en cinéma numérique, l'arsenal des images de synthèse et des retouches numériques, qui semble sans limites sauf financières, apporte des possibilités nouvelles en permettant « l'empilage » des couches d'images sans perte de définition. Un plan représentant par exemple une simple explosion autour d'un comédien en chair et en os, peut être le résultat composite d'une douzaine de prises de vues différentes empilées par un ordinateur. Les univers extraordinaires, dessinés, peuvent être traversés en 3D par des comédiens réels ou des poupées animées, filmés sur des fonds colorés soustractifs (vert, bleu) destinés à créer les réserves autour d'eux pour y placer les décors virtuels.
Tweeter
haut-parleur destiné particulièrement à la reproduction des sons situés dans les hautes fréquences du spectre audible.

### U
- Haut – A
- B
- C
- D
- E
- F
- G
- H
- I
- J
- K
- L
- M
- N
- O
- P
- Q
- R
- S
- T
- U
- V
- W
- X
- Y
- Z

Ultrarapide
- Film ultrarapide : film de très haute sensibilité.
- Prise de vues ultrarapide : réalisée à une très haute cadence (1 000 images par seconde par exemple). Pour les plus hautes cadences (x millions d'images par seconde), le film vierge est fixe, disposé sur un grand cercle, la formation des photogrammes se fait par rotation d'un système de miroirs ou de prismes central qui projette l'image sur la pellicule (obturation par passage d'une facette à l'autre). Le phénomène filmé est d'une grande brièveté (explosion, phénomène physique ou électrique ultra-courts).
Ultrason
son inaudible de très haute fréquence.
Ultraviolet
rayonnement électromagnétique de longueur d'onde comprise entre 10 et 400 nm. Invisibles, ils se situent entre le spectre visible et les rayons X.
Underground
dit aussi « cinéma alternatif », cinéma marginal distribué hors des circuits commerciaux.
UNIATEC
Union internationale des associations techniques cinématographiques.
Unit
terme anglais : second unit : deuxième équipe.

### V
- Haut – A
- B
- C
- D
- E
- F
- G
- H
- I
- J
- K
- L
- M
- N
- O
- P
- Q
- R
- S
- T
- U
- V
- W
- X
- Y
- Z

Version
V.F.
version française (voir doublage)
VHS
ou vidéocassette :
VI
version internationale (voir doublage)
Virage
procédé de laboratoire donnant une dominante particulière. Exemple : virage sépia.
V.O.
version originale (voir doublage)
Voile
densité originale de l'émulsion non exposée. Phénomène indésirable d'insolation de la pellicule, par fuite de lumière par exemple. Relève les niveaux des noirs et basses lumières et réduit le contraste.
Voiler
action volontaire ou non de soumettre la pellicule argentique à la lumière, en dehors de la prise de vues.
Volet
transition entre deux plans. Une barre traverse l'écran, changeant au passage une image en une autre.
VOST
version originale sous-titrée (voir doublage). La langue des sous-titres peut être précisée dans l'abréviation : 
- VOSTA : version originale sous-titrée en anglais ;
- VOSTF ou VOSTFR ou VOST FR: version originale sous-titrée en français.

### W
- Haut – A
- B
- C
- D
- E
- F
- G
- H
- I
- J
- K
- L
- M
- N
- O
- P
- Q
- R
- S
- T
- U
- V
- W
- X
- Y
- Z

Warnercolor
enseigne (sous licence Eastman), par laquelle la Warner Bros présente « son » procédé de film couleur qui, en réalité, est l'Eastmancolor.
Wave
format audio numérique supplanté par BWF.
Wipe
terme anglais signifiant essuyer, qui désigne une transition entre deux plans, appelée en français un volet. Une barre, soulignée, ou cut, ou floue, traverse l'écran, changeant au passage une image en une autre.
Wrap
« It's a wrap », « C'est dans la boîte » signifie que le plan d'un film est terminé et qu'on peut passer au suivant (tournage).
Wratten
marque de filtres optiques, filiale de Eastman Kodak, à l'origine de la normalisation des références des filtres (85, 81EF…)

### X
- Haut – A
- B
- C
- D
- E
- F
- G
- H
- I
- J
- K
- L
- M
- N
- O
- P
- Q
- R
- S
- T
- U
- V
- W
- X
- Y
- Z

X
- en France, classement attribué aux films à caractère pornographique, interdits aux mineurs (moins de dix-huit ans), attribué par une commission de classification du CNC.
- désigne dans plusieurs pays les films les plus fortement déconseillés ou interdits aux personnes les plus jeunes.
Xénon
gaz contenu dans les ampoules de certaines lampes de forte puissance, dont le spectre est proche de la lumière du jour, utilisées dans les appareils de projection des salles d'exploitation et dans les projecteurs de poursuite, en spectacle vivant et en production de films.
XX
voir Double X.

### Y
- Haut – A
- B
- C
- D
- E
- F
- G
- H
- I
- J
- K
- L
- M
- N
- O
- P
- Q
- R
- S
- T
- U
- V
- W
- X
- Y
- Z

Y
(jargon) : un « Y » est un complément du trépied de la caméra. En forme de Y réglable en largeur, il est installé pour recevoir les extrémités de chaque branche du trépied, terminées en pointe pour être plantées dans les sols naturels, afin que ces pointes n'endommagent pas les sols précieux (parquets, tapis), ou ne dérapent pas sur les surfaces lisses (béton, carrelage).

### Z
- Haut – A
- B
- C
- D
- E
- F
- G
- H
- I
- J
- K
- L
- M
- N
- O
- P
- Q
- R
- S
- T
- U
- V
- W
- X
- Y
- Z

Zoom
- à l'origine : marque déposée en 1958 par Angénieux, le mot zoom s'est imposé (par rapport à son prédécesseur, le Pan Cinor de Berthiot) pour désigner tout objectif de ce type. C'est un objectif à focale variable, qui permet de serrer ou de desserrer un cadrage sans changer d'objectif à focale fixe ou sans déplacer la caméra. Le grossissement par jeu et déplacement de loupes se fait sur une image virtuelle fixe, la perspective du sujet filmé n'est donc pas affectée quand on serre ou desserre le cadrage, contrairement aux déformations qui résulteraient de l'utilisation de plusieurs optiques (grand angle, téléobjectif).
- mouvement : le zoom est surtout employé pour effectuer un « travelling optique » avant ou arrière : en zoomant (avant ou arrière), on croit se rapprocher ou on croit s'éloigner du sujet. Le zoom peut être couplé avec un panoramique ou un « travelling mécanique » (chariot, dolly). Par rapport au mouvement mécanique, le mouvement de zoom se caractérise par sa platitude photographique (pour la raison exposée plus haut).
- (jargon) : « coup de zoom » : zoom de recadrage avant ou arrière, « zoom coup de poing » : zoom avant ultrarapide produisant un effet de surprise ou de soudaineté, sur un objet ou sur un visage.
- zoom contrarié : zoom avant contrarié par un travelling mécanique arrière exécuté à la même vitesse, le cadrage semble être le même, mais toutes les perspectives se déforment au cours du mouvement, le fond semble absorbé par ce qui se situe en premiers plans. Inversement, le zoom arrière contrarié par un travelling mécanique avant donne l'impression d'un éloignement progressif du fond. Ces deux effets spéciaux procurent au spectateur une sensation bizarre d'élasticité de l'espace filmé. (jargon) : cet effet est parfois appelé zoom compensé, ou « Transtrav » (marque déposée) quand la commande du zoom est synchronisée par ce système avec le déplacement du chariot de travelling.
Zoomite
(argot) : abus des effets de zoom.
Zootrope ou Zoetrope
Jouet optique inventé en 1834 par William George Horner, qui donne l'illusion du mouvement à partir de dessins représentant les différentes positions d'un geste, qui sont installés côte à côte sur la face intérieure d'un cylindre tournant sur son axe, et que l'on observe à travers des fentes disposées entre chacune des vignettes. Le principe d'analyse du cerveau est l'effet bêta, les parties pleines du cylindre permettent de supprimer la persistance rétinienne par leur obturation, la persistance rétinienne brouillerait la perception de chaque dessin et rendrait impossible la reconstitution du mouvement.(ne pas confondre avec le Zoopraxiscope d'Eadweard Muybridge, qui projette, grâce à une lanterne, une courte animation collée sur un disque de verre tournant sur son axe). Zoetrope Studios est le nom de la société de production de George Lucas et Francis Ford Coppola, en hommage à ce jouet optique.